# 江戸前の旬
『江戸前の旬』（えどまえのしゅん）は、原作：九十九森、劇画：さとう輝による日本の漫画作品。
本項目では、『江戸前の旬』のシリーズ作品、特別編、外伝作品についても記述する。

## 概要
『週刊漫画ゴラク』（日本文芸社）にて1999年より連載開始。先行作品として同コンビによる『銀シャリ!! ―銀座・柳寿司三代目奮闘記』が同誌にて連載されていたが、単行本1巻分の連載後、『江戸前の旬』とタイトルを改めて仕切り直しの上で本格連載となった（初期は「銀シャリpart II」とタイトルロゴに付されていた）。タイトルロゴには『江戸前の旬』の上に副題として「銀座柳寿司三代目」とある。作中では、魚介類に関する知識や日本文化が紹介されることが多々ある。2019年3月に連載1000回を迎えた。2019年9月時点で単独タイトルとしての累計発行部数は1250万部を、スピンオフ作品などを含めたシリーズ累計発行部数は1500万部をそれぞれ突破している。
2025年2月17日に原作者の九十九が死去した。九十九は生前に連載継続の許可を出しており、遺族も了承している。
『週刊漫画ゴラク』4月4日・11日合併号227ページで追悼記事「訃報 九十九森先生、逝去のお知らせ」が掲載された。追悼記事によれば、第1292話までと第1294話が九十九による原作で、追悼の第1293話と第1295話以降は「原案・九十九森」として連載を継続する」としている。単行本第129巻の巻末に「原作者・九十九森先生、訃報に際して。」が掲載、ニチブンコミックスの単行本においては「原作・九十九森 / 劇画・さとう輝」の作者名表記が第129巻までとなり、第130巻以降は「さとう輝 / 原案・九十九森」に変更した上で続刊することを発表した。また、「九十九は、生前『江戸前の旬』の最終話を執筆し、さとうに託してある、数年後の柳寿司、いつの日か掲載されるかも知れない」としている。

## あらすじ
銀シャリ!! ―銀座・柳寿司三代目奮闘記
銀座・「柳寿司」の三男で高校生の柳葉旬は、父・鱒之介が病に倒れ、一時的な入院を余儀なくされたことをきっかけに寿司職人の道を志す。鱒之介が入院して休業状態となった「柳寿司」の仕事場で、旬は独学で寿司職人としての修業をスタートさせる。祖父の代からの「柳寿司」の常連客であるヒラマサの協力、天才的な発想と努力で、旬はメキメキと腕を上げて行き、最終的に鱒之介の直弟子である直哉からも寿司職人としての才能を認められたことで、鱒之介は旬の高校卒業を待って「柳寿司」三代目としての本格的な修業をさせることを決意するのだった。
江戸前の旬（本編）
時が流れ、20歳となった旬は、鱒之介の厳しい指導や、金子、八木沢ら常連を含む客たちの抱えている問題を寿司を握ることで解決してみせるなど、順調に寿司職人としての腕を上げていた。雑誌編集者の姉・真子が担当している小説家にして食通の池内正二郎、「東都デパート」の東堂会長などの大物も、たまたま訪れた「柳寿司」で、鱒之介の名人技や旬の才能や優しさに惚れ込み、新たな常連客となるなど、旬はその持って生まれた才能を一気に開花させようとしていた。
そんな時、旬の前に生涯のライバルとなる高級店「嘉志寿司」の四代目、吉沢大吾が現れる。当初は自分より年齢も下で修業のキャリアも少ない旬を「三流店の小僧」と見下していた大吾だったが、数々のイベント勝負で旬に決定的な勝利を収めることが出来ず、「全国握りずしコンクール」での旬との同率2位（優勝は「勘兵衛」の磯村）に甘んじたことがきっかけとなり、さらなる高みを目指して京都の一流料亭へと修業に旅立つ。
その後、ライバルにして親友の宮城・気仙沼「森寿司」の森野石松との共同作業や、鱒之介の兄弟子の息子、北海道「鮨 結城」の跡取り、結城達也への指導などでさらなる成長を遂げた旬は、池内の依頼で京都に出張して寿司を握ることになる。仕事の終了後、池内たちの誘いで京都でも一、二を争う高級料亭嵯峨美」へと招かれた旬は、追い回しとして屈辱に耐えながら京料理の真髄を必死で学び取ろうとしている大吾と再会、ひょんなことから鱧寿司勝負を行うことになり、勝負を通して感じた大吾の成長に驚愕する。
「全国握りずしコンクール」から2年後、「東都デパート」は再び寿司のイベント「東西すし祭り」を開催することになった。当初は東都デパートから出場依頼を受けた旬が東京代表として出場するはずだったが、紆余曲折の末、旬は東京代表の座を「巽寿司」の巽に譲る。松ヶ根の親方から関西寿司の指導を受けた後に巽にエールを送る旬だったが、「東西すし祭り」に出場した巽は、京都「さが美」の代表を任された大吾の前に敗北寸前にまで追い込まれてしまう。急遽助っ人として巽をサポートする旬を、当初は見下していた大吾だったが、最終的に勝ったものの旬の協力で巽の猛追を許し、「たとえこの大会で勝っても旬に勝ったと言えるのか！」と歯がみする。
時は流れ、京都の厳しい修行を終了、独立の許可をもらった大吾は銀座に戻ってくるが、嘉志寿司へは戻らず、母方の「榊」の姓を名乗って「すし懐石 榊」を開店、旬とも再会する。大吾と旬は寿司の五番勝負をする事になったが勝負の末に二人は互いの実力を認め合い和解、友情が生まれる。

## 登場人物
登場人物は、全員初期は顎が強調された厳つい顔つきだったが、物語が進むにつれて、すっきりとした顔立ちになっている。

### 柳葉家
家族は、魚にちなんだ名前が多い。江戸っ子下町人情が残る店で、銀座四丁目にある大衆店【柳寿司】を経営している。なお、東京や神奈川に「柳寿司」が実在するが、本作の「柳寿司」とは無関係。寿司は元々ファストフードだったことから、客にはしゃっちょこばらず好きなように食を楽しんでもらうことを店のモットーとしている。源治と佐原直哉、工藤和彦は柳葉家の血筋ではないが、源治は鱒之介の同門であり、直哉は鱒之介の、和彦は旬の、其々の弟子で家族待遇となっているため、柳葉家に含める。札幌出身の結城達也、小樽出身の佐原直哉、津軽出身の工藤和彦と、弟子は北日本出身者ばかりである。家族待遇ではないが、「親父の教え子」という理由により、「九条料理専門学校」で鱒之介の教えを受けた者たちを、旬は弟（妹）弟子として扱っている。また、正式な弟子ではないが、中村と磯山太一は旬に、新見清人は鱒之介に寿司の教えを受けている。
柳葉 旬（やなぎば しゅん）
『江戸前の旬』本編の主人公。1979年3月15日午前0時3分誕生。11本の角が生えたようなスパイクヘアの髪型が特徴。物語開始時の第1話（1999年3月発表）では20歳と明記されている。銀座北高等学校卒業。四人兄妹の末っ子だが、父・鱒之介が病に倒れたことをきっかけに、実家の寿司屋「柳寿司」の三代目を継ぐべく、鱒之介の下で寿司職人としての修業を始める。長年の修業の過程で、深川の親方こと新見清次郎、松ヶ根の親方、鱒之介の「兄弟子」結城哲らに師事、特に、清次郎と松ヶ根の親方にとっては、最後の弟子となった。また、「嘉志寿司」の吉沢大吾とは終生のライバルかつ最高の親友となる。仕事にストイックなあまり自分の恋愛に対しては不器用ですれ違いなども多く、また相手が自分に抱いた好意に気付かずに終わることもあったが、後に紆余曲折を経て藍子と結婚した。仕事以外の趣味は釣り。たとえ相手が自分より年やキャリアが下、時には寿司職人や料理人以外を相手にしていても、これまで培ってきた技術を惜しみなく伝授するなどの懐の深い面もある。修業の過程で日本中の数々の若手職人たちとも交流を重ね、彼を中心に大きな横の繋がりが出来ている。基本穏やかで優しい性格もあり、当初は様々な理由から彼を嫌ったり憎んだりしていた若手職人も、最終的に彼に心服するようになる（完全な敵役、悪役としてほぼ一度しか登場しない職人は別）。
コンクールやイベント、雑誌企画などで大吾をはじめとした他の寿司職人たちと競ってきた。旬本人は「勝ったことは一度もない」と言っているが、実際は勝ったことがある。英二との最初の勝負では英二を不戦敗に追い込んでいる。また、大吾との五番勝負ではトータルでこそ引き分けだったが、うち2勝しており、なおかつ大吾より先にトータルでの敗北を回避している。
江戸前寿司もそれ以外の寿司も同じ「すし」であると考えており、それらを区別せず郷土料理や顧みられなくなった料理も積極的に取り入れる。回転寿司に対しても見下すことはなく、お客さんが自分たちの店に来てくれるのは、回転寿司の存在で寿司が一般の人にも身近になってくれたからだと語り、「寿司ロボット」で作られた寿司についても、心を込めて作られたものであれば立派な寿司だという考えを持っている。来店した回転寿司業界の人物にアドバイスを送ることも少なくない。最良と判断すれば、客のために江戸前寿司以外のすしを提供することもあり、江戸前寿司には無い寿司ダネを握ることもある。店の営業の傍ら、東京都のふぐ調理師の資格を取得するため、「さかい」にて姉の真子の夫すなわち義兄である哲也の下で修業したのち、試験に臨み、無事合格した。
既に多くの寿司職人から一目置かれる存在になっているが、商売っ気がなく非常に良質なネタを損を覚悟して客に提供することもしばしば。
この世代の人間には珍しい根っからのアナログ人間で、デジタル機器には疎く、携帯電話は決して持たない。和彦の一人暮らしに伴い藍子が連絡用にスマートフォンを持たせた際、旬にも持つかどうかを尋ねたが「必要ない。」と一蹴、「頑固なんだから。」と呆れられている。
和彦を弟子に迎えてからは、優しく時に厳しい親方としての修業もこなしている。また、父親としての自覚も徐々に出てきたようである。みどりの育児と客の反応から自分の目指すべき寿司道がおぼろげながら見えてきた。そして、そのことの発端となった客との邂逅を経て鱒之介の模倣ではなく自分の目指すべき寿司の道を確立した。ヒラマサからは、食べるものを心から慈しみ安堵させる力があると称され、その立ち振舞いから握りの姿形は菩薩のようだと表現された。
前述のように優しい性格ではあるが、来店した女優へのインタビュー目的で大量の報道陣が店内に雪崩れ込んで店内の客にぶつかるなど迷惑を掛けた時は「ふざけんなてめえら!!」と怒鳴って水をぶっかけた事もあり、後年にはからかい目的で来店した同業者を寿司の出来でやり込めたうえ、べらんめえ口調で退散させた事もある。
結婚後は決して亭主関白ではないものの、藍子のことを「藍子」と呼び捨てたり「お前」呼びするようになり、その言動に対して強い口調や睨みを効かせて黙らせるなど、彼女に対しては厳しい姿勢も目立つ。
40歳をとうに過ぎている2024年現在作画上の老化は描かれていないが、将来成長したみどりに寿司を握ってもらう風景を思い浮かべた際に、年老いた自分と藍子の姿も一緒に思い浮かべた事もあり、この時はスパイクヘアもあまり目立たなくなっている。
柳葉 藍子（やなぎば あいこ＝旧姓・朝岡）
単行本第37巻「マトウダイ」にて初登場。築地場外市場に店を構える【朝岡水産】の娘で、小さなころから店頭に立っていた。見かけは綺麗だがガラッパチで煮ても焼いても食えないキャラクターから「金魚」の異名も。紆余曲折を経て旬のプロポーズを受諾、結婚した。旬の6歳年下だが、「旬くん」と呼ぶ。初めて「柳寿司」を手伝った際に、義姉の真子から渡された君江の着物姿をヒラマサに、「着物姿が君江にそっくり」と評された。
普段から女将として店頭に立つが、自身も食べ物の恨みで周囲の人を困惑させる程、食い意地が張っており寿司や魚が大好き。貴重な寿司ダネが入ると旬にねだることがしばしば。その食い意地が旬の料理の腕前とかみ合っていることもあり、夫婦仲はおおむね良好で、根っからの寿司バカで女心がいまいちわからない旬にすねることはあるが、家庭にヒビが入るほどの喧嘩は一切したことがない。思ったことをすぐ口に出すクセがあり、それが客に失礼な態度になってしまうことで、よく旬に窘められている。
藍子自身は料理はあまり得意な方ではなく、みどりのために作った弁当はお世辞にもきれいとは言えないものだった。一方でシャリ切りなどは仕込まれたこともあってしっかりできるようになっており、作業手伝いをするために調理場に入ることもある。
「旬の役に立ちたい」と「義父（鱒之介）に美味しいフグチリを食べさせたい」という思いから、「柳寿司」での女将の職務の傍ら、旬や弟の一郎と共に、東京都のふぐ調理師の資格を取得するため、「さかい」にて哲也の下で修業をしたのち、試験に臨んだ。受験後に妊娠三ヶ月であることが判明した。試験は不合格だったが、その後にみどりを無事出産した。
女将として良質なネタを安く提供しすぎる旬の商売っ気の無さに気を揉み、時には怒りを表す事もあるが、それも旬のいい所と受け入れている節もある。また常連からは「職人というのはとかく金勘定にうといものだから。」と、経営面を気にする女将がいてこそ店は存続すると褒められ、これには旬も苦笑するしかなかった。
柳葉 みどり（やなぎば みどり）
旬と藍子の長女。2011年4月2日午前0時1分誕生。体重3700グラムの女の子。名付け親はヒラマサ。名前の由来は、ヒラマサ曰く「『李謐と孔藩』の故事から、勤勉さと謙虚な人間になって欲しい」という願いを込めたとのこと。
幼少期は父の旬を「とーと」または「とうと」、母の藍子を「まんま」、鱒之介は「じいじ」、和彦は「にいに」と呼んでいた。また幼少期の一エピソードのみ、母・藍子の呼び方を真似して父を「旬くん」と呼んだことがある。母親の藍子と同じく、食い意地が張っていて母と食べ物の取り合いをすることもしばしばあったものの、鱒之介の下で修業に入ってからは逆に、彼女の振る舞いに呆れる表情が多くなる。豪快で理不尽には言い返さなければ気が済まない性格だが、一方でいじめられている友達や困っている人を助け、結果的に店のお得意様にする事に繋げたり、ホタルイカが死んだことに涙を流す優しい一面は旬譲りの性格。
築地第一幼稚園を卒園後、都立築地小学校に入学。大河、美和、航とともに、魚について勉強したり、寿司を食べたりすることを目的とする「おさかなクラブ」を結成した。将来の夢は「柳寿司」四代目になることで、包丁さばきも、同級生が職人技と舌を巻くほど上手くなり、和彦が舌を巻く程の、寿司の工夫を考案する素質も併せ持っている。
夢の中で、旬も鱒之介も突然亡くなり幼い自分が「柳寿司」を切り盛りする羽目になったが、大河たちの協力を得て「堀川ごぼうをくり抜いてばらちらしを詰めた寿司」を考案し、実際に作ってみせたその出来は旬も常連たちも賞賛する程だった（旬や鱒之介が亡くなった夢だったのを話したのかは不明）。
小学校卒業後の進路を話し合うようになる5年生の春、鱒之介に弟子入りを請い、「鱒之介最後の弟子」として修業に入った（単行本第113巻「みどりの決意」）。これにより父の旬とはきょうだい弟子の関係となった。修行の際は鱒之介から、普段の孫煩悩とは一変して厳しい指導を受け、容赦の無い叱咤を受ける（父の旬もその際はみどりが自分で選んだ道だからと敢えて助け船も出さず冷淡な姿勢を取っており、藍子にも決して鱒之介に口出ししないよう釘を刺している）が、決して音を上げず食らい付いている。
彼女自身の見た夢の中ではあるが、作中ではグラマラスに成長した大人の寿司職人としての姿が描かれた事がある。
2024年4月に築地第一中学校に入学（1年3組）。中学校入学を機に髪型をそれまでのツインテールからポニーテールに変えた。彼女と中学校の同級生（彼女同様実家が寿司屋）がメインとなるエピソードが多くなっている。
柳葉 鱒之介（やなぎば ますのすけ）
旬の父。「柳寿司」の二代目で昭和の大名人と言われた寿司職人。ヒラマサからは、握る寿司は食べるものを圧倒する絶対的な力を持っていると称されており、不動明王のような力強さを持っている。「魚を扱う者は魚に生かされている」、「しっかりとした技・舌・心を持って握ったモノは、客の心を打つことが出来る。それは、土台を支える江戸前の技があったればこそ」という思いから、江戸前の心を重んじていて、客の前では江戸弁をしゃべることがある。「柳寿司」に来店し、一度でも交流したことがある客は、幾年過ぎても忘れない。一人称は主に「俺」、2022年以降は「わし」、客を初めとして目上の人物に対しては「あっし」を使っている。
寿司職人としての旬の師匠に当たる存在。昔気質で短気なところもあり、理不尽ではないとはいえ体罰を行うこともあった。基本的に江戸前にない寿司を旬が扱うことを認めないなど頑固な面があるが、江戸前寿司にはないサーモンを違和感を覚えながらも客のために握ったり、他の職人の新たなアイデアを見て自らの認識を改める柔軟な一面もある。これは彼自身が若いころから従来の江戸前寿司にないネタに挑戦してきたという事情もあり、後述の「寿司魂」にてその様子が描かれている。
家族の人生の重大な決断に対しては、本人の意思を尊重する方針を採っている。作中では、君江の第四子（のちの旬）の出産、旬が寿司職人になること、真子の哲也との結婚などを受け入れており、鱚一郎の逆恨みによる家出や鮭児の放浪・旅立ちに対しても口出しすることはなかった。みどりが11歳で寿司職人になることを決めた際には、「まだ子供だから今から将来を決めなくてもいい」と諭すも、みどりの強い意志を感じ取り、「最後の弟子」として弟子入りを認めている。
旬が高校3年生の時に病に倒れて（プレストーリー『銀シャリ!!』での出来事）以来、右半身が不自由になっており、長時間寿司を握り続けたりすると右手が震える症状がでることがあり、月に一回通院しつつも寿司職人を続けていた。みどりの誕生を機に引退の時期を見計らっていたが、手の甲に染みが見つかり「寿司職人が人様の前に出せないような手になった時は潔く引退する」という深川の親方こと新見清次郎の教えを守り、67歳で引退した。引退以降、「柳寿司」の営業中は旬・藍子夫婦の代わりにみどりの面倒を見ており、彼らの子育てをサポートしている。みどりの幼稚園の卒園式と中学校の入学式には旬に代わって出席している。
その後、九条に【九条料理専門学校】の日本料理の講師となることを請われる。無学な上に口より先に手が出る性分を理由に講師になることに難色を示したが、「体罰が必要だと思ったらそうして下さい。その責任は自分が負います。手間を惜しまず損得抜きでお客さんを思いやる事の出来る真心を持った職人として世の中に送り出したいんです」と九条に言われ、講師になることを承諾した。旬を含めてそれまでの弟子には「技術は盗むもの」として握りの型を初めとした具体的な技術を教えなかったが、学校では直接惜しみなく生徒に教えた（和彦も握りの指導を受けに行ったことがあり、旬に羨ましがられた）。生徒からは「鱒っちゃん先生」と呼ばれて慕われ、ついには一度も生徒に体罰を加えることはなかった。11年近く勤めた末に年齢を理由に退職した後、みどりの弟子入り志願を受け入れて彼女への指導を始めた。
また、旬が「俺たちが子供のころはあんなに怖かったのに、孫には甘い」というなど、昔に比べて物腰が柔らかくなっている。弟子入り後にみどりを鍛えている時には厳しく指導するが、基本的にみどりと接する時にはえびす顔になっていた。
特別編『寿司魂』では20歳（1964年の物語開始時）の鱒之介が主人公であり、後に『江戸前の旬』本編で良二郎が語った武勇伝も数多く残している。また清次郎に紹介された中学を卒業した佐原直哉を一人前の寿司職人に鍛え上げた。なお『江戸前の旬』本編では2002年に鱒之介の還暦祝い（実：58歳）が行われており、生年にズレが生じている。
柳葉 君江（やなぎば きみえ＝旧姓・紺野）*（故人）
旬の母。長野県出身。1989年9月3日、旬が小学5年生の時に死去。享年42歳。「柳寿司」の二代目女将として直哉や子供たちを温かく見守り続けた。穏やかな性格。結婚前は銀座のデパートで働いていた。父親は開業医。旬を妊娠した時、既に子供を生むには母体の生死に関わるほど体が弱っていたが、「この子は神様からの贈り物」と旬を出産した。しかし、そのことがきっかけで真子の結婚式の時まで君江の両親は旬を逆恨みしていたが、後に旬の優しさと君江直伝の旬の笹寿司に感動し、己の過ちを認め心の中で旬に謝罪した。君江の母は、娘の死の真相を旬に明かすこと無く息を引き取った。なお、祖母の通夜の時に、君江のお骨は鱒之介によって分骨した物を祖父に渡された。
柳葉 鱚一郎（やなぎば きいちろう）
鱒之介と君江の長男（第一子）。1968年9月25日生まれ。名付け親は節子。【旭東物産】食品開発部勤務。母の死は父がしっかり看病しなかったせいだと反発し、実家を離れ商社マンとなった。しかし皮肉にも食品開発部に配され、家業と向き合うこととなった。後に父とは和解している。単行本第55巻「最高の贈物」では、鱒之介と君江に愛されていたことを誕生日に知り、涙ながらに感謝した。ちらし寿司をカップに入れたカップちらしを開発し、食品開発部部長となった。また、銀座に社命で創作寿司の店「SUSHI BAR F.E.Island」を開店。大盛況となる。
嘗て、鱒之介が運動会に出る自分たちのために巻物を作っていたことに感動し、旬に教えを請い、巻物を特訓した。その想いは、息子の誠にしっかりと伝わっていた。
妻の佳菜子とは大学の同期。その時の恋敵の応援で口説き落とした。
柳葉 佳菜子（やなぎば かなこ）
鱚一郎の妻。旬の義姉。神奈川県の三浦出身。『銀シャリ!!』では、「朋子」という名になっている。初期の容姿は若かったが、年月の経過もあり2009年に登場した際は、夫の鱚一郎と比べていきなり老け込んだ顔となっていた。
柳葉 誠（やなぎば まこと）
鱚一郎と佳菜子の長男（第一子）。旬の甥。鱒之介にとっては初孫であり、唯一の男系の男孫。海苔が縁で東堂会長の孫・春彦と友達になる。また、友達の相談に良くのるなど懐は深い。七五三の時に鱒之介と鱚一郎が仲違いしていたため、お祝いをしていなかった。しかし、恵と祐樹の七五三の時に、母である佳菜子の実家の風習に倣い、鱒之介が贈った立派な着物を着て七五三を祝われた。クラスメイトの帆立恵美に促されて受験勉強を頑張った結果、志望校（恵美と同じ学校）に合格した。小学生時代は旬を差し置いて「柳寿司」の三代目になると言っていたが、次第にその意志は薄れていく。その後、恵美と共に一流大学のM大法学部に進学。弁護士を目指していたが自分には無理と察し、在学中に【スーパー丸高屋】にアルバイトとして入社。卒業後にそのまま就職した。
柳葉 恵（やなぎば めぐみ）
鱚一郎と佳菜子の長女（第二子）。旬の姪。佳菜子が「柳寿司」に来る途中で破水したため、帝王切開により誕生した。
柳葉 鮭児（やなぎば けいじ）
鱒之介と君江の二男（第二子）。1970年5月6日生まれ。名付け親は鱒之介。放浪癖があり長いこと一つ所にいられない性格。18歳の時から家を離れて、大道芸をしたり偽薬を売ったりしながら世界中を回っているが、たまに家に帰ってくる（確認できるところでは、母・君江の十三回忌（夢に君江が出てきた）と妹・真子の結婚式（リムジンで登場）、そして旬の結婚式（風呂上がりを泥棒と勘違いした藍子にモップでど突かれた。その後、圭斗たちと協力して旬と藍子のサプライズ披露宴を企画した））。眉毛の形が兄妹で唯一鱒之介似である。旬の結婚式後は長野で車エビの養殖に従事していたが、そこの社長に教えられた粗放養殖を東南アジアに広めるため、家族と日本に別れを告げて旅立っていった。
酒井 真子（さかい まこ＝旧姓・柳葉）
鱒之介と君江の長女（第三子）。1975年生まれ。旬より3歳年上。料理雑誌の編集者だったが、日本料理人の酒井哲也と結婚し退職、店を手伝う。当初は高級店の娘でないという理由でで哲也の母に結婚を反対されていたが、鱒之介が説得したことで結婚を許された。後に祐樹を出産した。その際に、夫の哲也が仕込み、鱒之介と旬が握った握り寿司に感動した。『銀シャリ!!』では、君江がお寿司屋さんのケーキとして出した卵焼きで鱒之介と和解した。後に、『江戸前の旬』本編では、その卵焼きで（父の日が哲也との結婚式であったため）、一日早く鱒之介に感謝の念を込めて出した。君江の両親には、結婚式の時に着用した白無垢姿を「35年前の君江の花嫁姿を見ているようだ」と評された。旬と藍子の結納の時は、柳葉家の人間として出席した。
柳葉 鮃蔵（やなぎば へいぞう）*（故人）
「柳寿司」の初代。宮城県の松島の農家出身。鱒之介の父親。旬の祖父。太平洋戦争中、衛生兵の後に米軍の捕虜になっていたが、昭和21年、日本に帰国し、東京・有楽町の寿司屋横丁に、「柳寿司」を開店。昭和39年、銀座に移転した。鱒之介と源治に魚に感謝することと江戸前の寿司職人の心意気を叩き込んだ。戦前は「巽寿司」で修業していた。『寿司魂』にも登場している。
源治（げんじ）
鱒之介の同門。名字は不明。旬が3歳の時に後述の直哉が入門した後に「柳寿司」から独立したと作中で語られる。2003年ごろの話で、勤めていた店の経営方針が変わったことを嘆いて包丁を返しに来るが、鱒之介に江戸前の心を諭され、寿司職人として生きる決意を新たにする。なお、「柳寿司」が開店してから鮃蔵が死ぬまでの間、『寿司魂』には一度も登場していない。
佐原 直哉（さはら なおや）
鱒之介の弟子。源治の独立直前に深川の親方の紹介で「柳寿司」に入門し、鱒之介の下で厳しい職人修業を積んだ。修業の様子は『寿司魂』で描かれているが、こちらでも『銀シャリ!!』での回想シーンとは齟齬が見られる。当初は人前でナイフを振りかざすなどの手のつけられない暴れん坊だったが、鱒之介の握る寿司を見て、弟子志願した。『寿司魂』では、給料で「嘉志寿司」に寿司を食べに行ったり、親方である鱒之介に黙って築地仲卸業者から魚の捌き方を習ったりしている。しかし魚の捌き方を習いに行くのに店の包丁を持参し、さらに帰宅時にその包丁に血が付着していたことから同時期に「柳寿司」近辺で発生していた押し込み強盗への関与を節子（鱒之介の母）に疑われたが、鱒之介が包丁に付いていた血が魚の血であると見抜いたため、疑いは晴れている。旬が小学校低学年の時に母親の病気のため地元小樽へ帰った後、小樽寿司屋通りで【直寿司】を経営する。『銀シャリ!!』では、旬に江戸前寿司職人としての才能があるかどうかを、鱒之介に頼まれて見極めている。真子の結婚式と旬の結婚式で家族待遇として呼ばれた。
工藤 和彦（くどう かずひこ）
旬の弟子。単行本第56巻「親心」にて初登場。青森県の津軽地方出身。謙虚だが芯が強い。工藤家は農家を営んでおり、和彦は長男だったが、決して裕福ではなかったため家を継がず、中学校卒業後に月島の工場へ就職する予定だった。しかし内定を取り消され気落ちしたところに「柳寿司」を父親と共に訪れる。そこで、直向きさを鱒之介に気に入られ弟子となる。彼が苗字で呼ばれる事は殆ど無い。また、親方の旬が悩んでいた時には旬のライバルである大吾に相談に乗って欲しいと相談しに行ったことがある。親方である旬への信頼は揺ぎ無く、（やっぱり親方はすごい...）と尊敬の念を抱きながら一歩でも近づこうと努力している。一方で、思いつめて自責しやすい一面もある。
最初は料理全般について全くの素人であったが、小山内との「弟子採用試験」では食べる人のことを考えたかんぴょう巻きで、旬から改めて認められ、正式に弟子入りした。仕事でミスをすることはあるが、追い回しとしての仕事も旬がさせることがなくなってしまうほどしっかりこなし、旬に早くから包丁を与えられるほどに認められている。
『江戸前の旬』本編において、史実では和彦の入職直前の出来事である「東北地方太平洋沖地震（東日本大震災）」についてのエピソードは当時描かれていなかったが、後年に時期は不明ながらも被災した「森寿司」に手伝いとして和彦が派遣されたことが語られている。
一方技術的な上達は紆余曲折もあり、芝エビが入った卵焼きは美味く焼けなかった。しかし日々の仕事を通して客に対する責任と喜びを学び、旬の招待で半年ぶりに再会した両親に芝エビの入った卵焼きを振る舞い、旬・藍子夫婦および両親を安心させた。「貝焼き味噌」のように、和彦がまかないなどで披露した料理が「柳寿司」にて和彦の担当として品書きに載ったり、旬も気づかなかった寿司の工夫を考案するなど着実に力を身につけていた。握りの技術は入職から数年経ってもまだ不格好な形のものしか作れなかったが、その後旬に教えられたコンニャクを使っての練習などの努力で握りも上達し、仕入れや、ツケ場で握りや巻物もある程度任されるようになった。正式にツケ場での握りを旬に許されたのは84巻「晴れの日」である。「東都デパート」のイベントで、都内で働く経験10年未満の若手寿司職人のナンバーワンを決める大会「TOKYO SUSHI-1 GP 〜next generations〜」に、発案者の良二郎直々の打診を受け出場した際には、「東都デパート」の催事場で行なわれる決勝に進むことこそ惜しくも叶わなかったが、「柳寿司」で培った実力を遺憾なく発揮した。
旬が独学でしか身につけていない技術については他所に教えを受けに行くこともあり、旬から承諾を取り付けた上でハモの骨切りは大吾、天ぷらなどの和食に関する技術は酒井に教わりに行ったこともある。
2022年には東京都のふぐ調理師の資格を取得している。近時は旬からも「もう一人前」とはっきり言われるほどの実力を身につけ、独立を勧められる事も増えているが、本人はまだまだ旬から学びたいと考えて固辞している。
2018年より勝どきのアパートで一人暮らしを始めており、現在は仲を深めつつある井上真紀の他、辻川ケビン、小山内清、篠崎沙羅、大崎数馬といった同世代の寿司職人たちとともに寿司道を邁進している。

### 海渡家
築地市場のち豊洲市場の仲卸【海渡】を営んでいる。
海渡 謙介（かいと けんすけ）
単行本第3巻「オニオコゼ」にて初登場。当初は「柳寿司」を小規模店と見下した態度をとっていたが、旬の職人としての腕を知り態度を改め、旬の良き兄貴分となる。「嘉志寿司」と「覇王寿司」との抗争では、「嘉志寿司」のランチのちらしを正当に評価したり、築地市場で李が金にモノを言わせてその日一番のマグロを競り落とそうと企んだ際、仲間と共に損を覚悟で競り合って阻止するなど、築地市場場内仲卸業者としての矜持を見せた。
海渡 静香（かいと しずか＝旧姓・内山（うちやま））
元「魚銀」の主人の娘。謙介の幼なじみで、魚当ての腕は謙介をも凌駕する。「魚銀」は経営が傾きかかっていたが、後に謙介と結婚し「魚銀」は「海渡」に吸収合併された。夫の不器用さに少々呆れ気味。両親は『寿司魂』に登場しており、この当時から鱒之介、鮃蔵父子とは懇意にしている。
海渡 勇太（かいと ゆうた）
単行本第20巻「端午」にて登場。謙介と静香の長男。2003年4月29日生まれ。名付け親は静香の叔父（静香の父親の弟）。

### 吉沢家
「柳寿司」と同じ銀座にある江戸前寿司店【嘉志（よし）寿司】を経営している。以前は、「嘉志寿司」は銀座一の名店と評されていたが、作法にうるさく、特定の客にしか利益を還元しておらず、銀行からも「新しい客がつかず、頭打ちだろう」と見られていた。また、銀座一という看板に胡坐をかき、社長の龍男をはじめ従業員は皆慢心し、気が付けば寿司の質も落ちていた。そのことが仇になり、李の「覇王寿司」との抗争ではマスコミや一般客からの風評被害にも悩まされる。この時期に店を辞めた者も多い。しかし、大吾と「すし懐石 榊」の元従業員だけは屈辱に耐え抜き、新生「嘉志寿司」として頑張っている。
吉沢 大吾（よしざわ だいご）
「嘉志寿司」の四代目。登場初期は傲慢で、「柳寿司」など自分の家より格が落ちると見なした寿司屋は露骨にバカにしていたが、そのころでも寿司の修行に関しては真摯に取り組んでおり、大会での勝負の際も卑怯な手を使ったり妨害するような行為はしていないが、自分より格下（旬は3歳年下でキャリアも大吾より浅い）と思い込んでいる旬にたびたび寿司勝負に引き分けることに苛立ちを持っていた。しかしそれは自分の驕りから来たものと気付き、自ら実家を出て7年間京料理の世界で修業に励む。帰京後は「嘉志寿司」を継がずに母方の榊姓を名乗り、【すし懐石 榊】を開き独立。自分の理想とする「一生一品の寿司」を目指すが、未だ澱のように残る旬の存在を消し去るために阿部が仕掛けた寿司五番勝負で旬と対決するが、その勝負の過程で旬との間に友情が芽生える。登場当時は傲慢で肥満体形なキャラクターだったが京都での修業時にはかなり絞り込まれ、榊姓を名乗るようになった独立以降は別人のような精悍な姿になっている。「覇王寿司」との抗争で、窮地に陥った「嘉志寿司」を救うために「すし懐石 榊」を閉店して「嘉志寿司」に復帰、意識改革を施し、信用が失墜していた「嘉志寿司」をわずか二ヶ月で立て直す。抗争終結後は正式に「三代目」を父、龍男から譲られる。「嘉志寿司」で出していた寿司と、大吾が「すし懐石 榊」で出していた寿司とは全く違うものだったが、父に「すし懐石 榊」での寿司を「嘉志寿司」の寿司として出すことを許された。
「嘉志寿司」の跡を継いで以降は、子供向けの寿司イベントにも協力したり、VIP向けの値段を大幅に下げるなど、格式は落とさないもののより親しみやすい側面も見せてきている。一方で弟子への指導は厳しく音を上げる弟子も多いが、大吾なりに弟子のためを考え旬に相談を持ち込むこともある。また息子の大河とみどりが結婚したらいいというなど旬とは最大のライバルにして最高の親友となっている。
築地市場や移転後の豊洲市場の場内で旬と和彦が良い魚を見つけながらも仕入れ値の高さに購入を迷っている時に、半身ずつの共同仕入れを提案して助け船を出す事もある。
寿司職人としては変わらずストイックであり「一生一品の寿司」を追い求めていたが、完全に行き詰っていた。しかし、詩織が見つけてきた栃木米「なすひかり」のおかげで一歩前進でき、詩織に感謝するとともに、二回目のプロポーズをし、結婚を快諾された。しかし、未だ詩織の家族との溝は埋まっていなかったが、「寿司飯七分にタネ三分」で詩織の両親と兄姉を説得し、無事成婚した。得店の営業の傍ら、東京都のふぐ調理師の資格を取得するため、ふぐ専門店にて親方の下で修業したのち、試験に臨み、無事合格した。
吉沢 詩織（よしざわ しおり＝旧姓・三枝）
旬の寿司に魅せられた資産家の娘。初登場時では、「柳寿司」で働くことを希望していた。旬のことも憎からず思っていたが、いつの間にか厳しい修業に裏打ちされた自信を持つ大吾といい関係になった。阿部邸で行われた旬と大吾の五番勝負にも立ち会った。大吾の店を手伝ううちに、大吾の厳しい指導に音を上げる弟子たちを自然と気遣う女将として振舞うようになった。大吾が「一生一品の寿司」を追い求める過程で行き詰っていた時に、力になりたいと思い栃木米「なすひかり」を見つけ、大吾に渡す。そのおかげで、大吾は「一生一品の寿司」に大きく前進できた。そのことに感謝した大吾から二回目のプロポーズを受け、快諾した。しかし、未だに自分の家族の了承を得られていなかったが、大吾の「寿司飯七分にタネ三分」を通しての真摯な態度と祖父の助言で、無事に大吾と結婚した。大吾の東京都のふぐ調理師試験後、妊娠三ヶ月であることが判明した。その後、無事に大河を出産した。
吉沢 大河（よしざわ たいが）
大吾と詩織の長男。2011年4月2日午前0時3分誕生。3300グラムの男の子。名付け親は大吾。大吾曰く、「大河は最初は小さな湧き水だが海までの長い道のりで何本もの小さな川が集まり大河となる。人との和を大事にして人に愛されるような人間になって欲しい」という願いを込めたとのこと。人見知りなところがある。最初は寿司があまり好きではなく大吾を不安にさせていたが、みどりが作った寿司を通じて寿司を好きになり、今では将来の夢を「お寿司屋さん」というほどに成り、包丁さばきもみどりに勝るとも劣らない腕前に成っている。
みどりと同じ幼稚園、小学校に通う。「おさかなクラブ」の一員。
小学校卒業後はみどりと別れ、三田にある私立中学校に入学した。
吉沢 龍男（よしざわ たつお）
「嘉志寿司」の三代目。最初は傲慢な点もあるものの厳格な寿司職人として描かれていたが、「嘉志寿司」に対する世間の評価からいつしか慢心し、自身を「社長」と呼ばせ、常連とのゴルフなどに精を出すようになってしまう。肝心の寿司についても、VIPに出す寿司ダネは自分で調べるが、それ以外は板長の坂本に任せていたため、その陰で坂本が私腹を肥やしていたことや、他の職人が出している寿司が劣化していることにも気付けなかった。「覇王寿司」との抗争の際も大吾から再三考えを改めるよう忠告されていたが、全く聞く耳を持たず、「嘉志寿司」の食品偽装が発覚した際も騒動の全てを大吾のせいにし、彼を執拗に殴りつけてしまう。止めに入った詩織も負傷させてしまうが、その最中に発作を起こし、入院。その後、息子の大吾が築地市場の仲卸業者に愛されていることを知ると、大吾たちに謝罪し、けじめをつけるために、大吾に代を譲り引退した。その後、大吾の結婚式では「息子同士が仲良くなるとは、人生とは皮肉なものだ」と言い、鱒之介とがっちりとした握手を交わした。鱒之介同様の孫煩悩であり、孫たちのために鱒之介と共にツケ場に立ったこともある。そんな様子に大吾は（オレの時は何もしてくれなかったくせに...）と呆れている。
『寿司魂』にも登場しているが、そこでは二代目と表記されており、『寿司魂』の続編にあたるのが『江戸前の旬』本編だとすると、齟齬が見られる。また、このころは登場初期の大吾に似ていた。
龍男と和解後の大吾は、親子仲は良好のようだが現役晩年の龍男の仕事ぶりは決して評価しておらず、「オレは親父のように客からぼったくった金でゴルフに行くような事もないから。」と旬の前で揶揄した事もある。
坂本（さかもと）
龍男が現役時代の板長。下の名前は不明。表向きは龍男に従順な態度を取っていたが、彼がVIPルームで使う寿司ダネ以外を調べないことを良いことに裏では築地の仲卸業者の社長と結託し二級品のネタを一級品と偽って納入し、その差額を受け取り私腹を肥やしていた。李建王の「覇王寿司」との抗争の際に結託していた仲卸業者の社員が李に買収されたことによりマスコミに事実を告発され、さらに大吾が彼の付けていた帳簿を調べたことにより悪事を暴かれる。自身はマスコミに事実を公表された直後に行方をくらましており、大吾が「嘉志寿司」の跡を継いだ後の動向は不明。
立川
大吾の一番弟子。下の名前は不明。「すし懐石 榊」時代から大吾の下で働いている。「すし懐石 榊」時代に大吾のあまりに厳しい指導に音を上げ辞めそうになったことがあるが、詩織に引き留められている。この出来事が、結果として大吾に「一生一品の寿司」のヒントを与え、大吾が詩織に一回目のプロポーズをするきっかけになった。「嘉志寿司」に移籍後、「覇王寿司」との抗争を大吾とともに乗り切った。江戸前寿司職人を欲する「桐乃家」の「採用試験」を受けたが、太一の才能を目の当たりにし、素直に負けを認め、太一に「桐乃家」行きを譲った。
前田
大吾の二番弟子。下の名前は不明。旬もその握りの力量を認める腕前。立川と同様に「すし懐石 榊」時代から大吾の下で働いており、「嘉志寿司」に移籍後、「覇王寿司」との抗争を大吾とともに乗り切った。話し上手でもあり、前田個人の常連客もついている。独立に際し、常連客との話に気を取られて肝心の寿司がおろそかになるという失態を犯すが、大吾からは「その心構えがあれば大丈夫」と快く送り出された。
松崎
大吾の弟子の一人。「TOKYO SUSHI-1 GP 〜next generations〜」に「嘉志寿司」代表として出場、上位候補と目されるが、コチを捌くのに苦戦して二次予選で敗退した。大吾からはこれを契機に精進するよう指導されている。

### 天童家
銀座六丁目の超高級店【鮨 天童】を営んでいる。握りだけで1人前7万円以上の超高級店だが、予約は2年先まで埋まっているという。
天童の親方
「鮨 天童」主人。スキンヘッド。下の名前は不明。金にものを言わせた仕入れを鱒之介に咎められたことがあり、鱒之介に「昭和の化石」と反発心を覚え、息子の晃にも「三流寿司屋の娘（みどり）に死んでも負けるな」と吹き込んでいる。他方で寿司に関しては公平で身びいきは行わず、みどりに対してもそのかんぴょう巻きを認めたり、みどりの影響で晃がよい方向に変わったと評価する一面もある。
天童 晃
天童の親方の一人息子で、みどりの同級生（クラスは別）。幼稚園のころから天童の親方に寿司の技術を仕込まれており手際は良い。高慢な言動が多くみどりにライバル意識を燃やすが、その実力はしっかり認めている。

### 辰巳家
銀座の寿司店【辰巳寿司】を営んでいる。「辰巳寿司」の歴史は「柳寿司」より長く、2025年で創業100年を迎える。
辰巳寿司の親方
「辰巳寿司」主人。下の名前は不明。味の改良を否定せず改革している一方、江戸前の技を後世に残せるよう、あえて江戸前の古い形を保った寿司を握っている。
郁人の父
「辰巳寿司」の親方の息子。下の名前は不明。父と並んでツケ場に立っている。郁人に「辰巳寿司」の跡を継いでほしいと願う父とは対照的に、郁人には好きな道を行くようにと諭している。
辰巳 郁人
みどりの同級生（同じクラス）で、「辰巳寿司」の親方の孫（息子の息子）。実家が寿司屋という共通項からみどりとすぐに仲良くなった。江戸前の古い仕事の寿司に馴染めず、「辰巳寿司」の跡を継ぐことには消極的になっている。

### 朝岡家
築地市場場外【朝岡水産】を営んでいる。
朝岡 国一郎（あさおか くにいちろう）
藍子と一郎の父で、旬の義父。娘にも引き継がれたそそっかしい一面を持つ。一見がさつで礼儀知らずに見えるが、本質は繊細で涙もろい人情家。
朝岡 幸江（あさおか さちえ）
国一郎の妻で、藍子と一郎の母。旬の義母。いつも夫と子を温かく見守っている。
朝岡 一郎（あさおか いちろう）
藍子の弟にして、旬の義弟。仕事のできる父や姉にコンプレックスを抱くことも。しかし、鱒之介に、仲卸業者としての矜持を諭され、ふっきれた顔つきで父に教えを請うことを決意する。初めて締めた魚を「柳寿司」で寿司にしてもらい、朝岡家全員で食べた。その味は、一家そろって涙するほどの美味い味で、一郎は鱒之介に感謝した。その後、藍子が結婚した後はイクラの醤油漬けを看板商品にするなど、築地の仲卸業者として、仕事を楽しむようになる。「朝岡水産」での仕事の傍ら、姉の藍子と義兄の旬と共に、東京都のふぐ調理師の資格を取得するため、「さかい」にて哲也の下で修業をしたのち、試験に臨み、無事合格した。
由利（ゆり）
築地市場の海老仲卸専門店【海老安】の孫娘。名字は不明。祖父が高齢のために海老屋を廃業することになり、再就職先を探していた際に海老に関する見識の深さを見込んだ旬の計らいで「朝岡水産」に就職することになった。一郎とは幼稚園からの幼馴染だが、毎朝の風物詩となるほどにケンカをしている。美人だが気が強い性格のため、かつての藍子と同様あだ名が「金魚」となっている。ただし作中で強気でいるのは一郎に対してだけで、それ以外の人物たちには普通に接している。エビの他、未利用魚（漁獲高の少ない魚）の扱いに力を入れている。

### 酒井家
和食料理屋【さかい】を営んでいる。「さかい」は、以前は、福井の名料亭だった。
酒井 哲也（さかい てつや）
真子が料理雑誌の記者として来店した際に、寿司を手づかみで食したのに感動し、少しずつ惹かれていった。後に、母との葛藤を経て真子と結婚、旬の義兄となり、祐樹をもうける。本格的な刺身の盛り付けやふぐ調理・天ぷらなど寿司以外の日本料理の知識が必要な際には旬や和彦がしばしば教えを乞うている。
酒井 真子（さかい まこ＝旧姓：柳葉）
哲也の妻で祐樹の母。詳細は、柳葉家参照。
酒井 祐樹（さかい ゆうき）
哲也と真子の長男。2006年12月20日生まれ。誠や恵と一緒に、七五三を祝われた。
酒井（さかい）
哲也の母で真子の義母。祐樹の祖母。下の名前は不明。初登場時は名料亭だった「さかい」を立て直すことに固執し、哲也の結婚相手も家柄を重視していた。哲也が真子の前に交際していた相手に手切れ金を渡すことで別れさせ、真子も同様の理由で結婚を反対した。鱒之介の説得で結婚を許して以降は積極的に真子を助けようとする面も見せている。祐樹が誕生した際には、跡継ぎの誕生として大いに喜んだ。

### 三枝家
新橋を拠点に多数の高級ホテル【三枝グループ】を経営している。
三枝
「三枝グループ」会長。詩織の祖父で大河の曽祖父。下の名前は不明。中卒だが一代で多数のホテルを経営する叩き上げの実業家（偶然だが「すし懐石 榊」も祖父経営のホテルのテナントであった）であり、旬と大吾についてもいち早く高く評価した。家族の中でも特に詩織を可愛がっているがただ甘いというわけではなく時には厳しい態度も見せる。
詩織の両親
詩織の父親は「三枝グループ」の社長。
詩織の兄
本名不明。「三枝グループ」の専務だが、初登場時はまともな仕事一つできない名ばかりの状態だった。鼻持ちならないところがあり大吾に対して当初は否定的だったが、最終的には彼のことを認めた。
ただしあくまで大吾や詩織との関係が改善しただけで基本的な性格は変わっておらず、2023年ごろには香織と結託して「東都デパート」社長の経営能力の低さを利用し、祖父や父に無断で「東都デパート」買収計画を進めるも、最終的には失敗に終わっている。
三枝 香織
詩織の姉。「三枝グループ」系列のホテルで仕事をしているが、兄と同様鼻持ちならないところがあり大吾に対して当初は否定的だった。

### 寿司職人
野田 良幸（のだ よしゆき）
大阪の寿司職人。単行本第3巻「招かれざる客」にて登場。大阪の寿司屋で修業し独立したが行き詰まり上京。2週間、住み込みで「柳寿司」で働き江戸前の心を掴み大阪へ帰っていった。
磯村 慎治（いそむら しんじ）
神田【勘兵衛】主人。日本橋【勘兵衛】から30そこそこの若さで暖簾分けを許された。大学教授の父親に反発して寿司職人となったが、後に旬を通して和解した。鮪に強い拘りを持ち、特にキハダマグロのヅケは絶品で、旬も教えを乞うた。「東都デパート」主催の「全国握り寿司コンクール」で旬や大吾を抑えて優勝した。
巽 英一（たつみ えいいち）
旬の祖父・鮃蔵が戦前に修業していた新宿【巽寿司】職人。父は東京の寿司通の間では知らぬ者のいない名人である巽次郎。東西すし祭りの東京代表を巡って旬と車エビを題材に勝負した。結果的には勝利して東京代表の座を獲得したが、自身よりも旨い寿司を握りながら「巽さんがいなければこの発想は出なかったから」との理由で旬が自分から負けを認めて代表を辞退したことによるものであり、旬の潔い身の引き方に感服する。その後の「東西すし祭り」では当初は大吾に歯が立たず、一時は出店すら見合わせるという体たらくだったが、旬の協力で勢いを盛り返し、結局準優勝に終わるが、寿司を通して学んだ数々の出来事に感謝し、自身の店も父の代同様に繁盛するようになった。なお父親の次郎は「松ヶ根ずし」の親方に惚れ込んで、無理矢理弟子入りした経緯がある。
森野 石松（もりの いしまつ）
気仙沼【森寿司】職人。左利き。旬にとっては大吾と共にライバルであり親友でもある。気仙沼名物のフカヒレ寿司を得意とする。直前の大吾との初対面が最悪だった反動か、旬とは初対面からウマが合い、「東都デパート 銀座本店」での「全国握り寿司コンクール」では、配達のトラブルからマグロを使えなくなった旬のために、磯村と共に自分のマグロの余り分を旬に提供した。小手返しの使い手で、旬は彼の握りに触発されて小手返しの練習に取り組み、コンクールでは小手返しを使うことでロスした時間を取り戻すことに成功した。福岡支店で開催された「全国握り寿司祭り」にも登場。再会した大吾がかつての非礼を詫び、年を重ねてやや落ち着いた彼も快く水に流した。豪快な性格で、わずかだが下ネタを口走るなど好色な面もあり、福岡で臨時ボーナスが支給された時は風俗店の数々を思い浮かべてニヤついていた。「東北地方太平洋沖地震（東日本大震災）」の発生に伴う大津波で気仙沼の店舗も大きな被害を受けたが懸命の努力で復興にこぎ着けた。
天海 優作
小樽【天海寿司】の二代目。直哉による評価は「商才は長けているが、人間としては三流」。「東都デパート」主催の「全国握り寿司コンクール」の優勝を足掛かりに東京進出を目論む。東京から訪れた真子の取材を受け入れ、VIP専用のVメニューでもてなしたが、天然活け物と偽った北海シマエビが冷凍物であることを真子に同行した旬に見破られる。その腹いせに旬に因縁をつけ、寿司勝負を持ちかける。審査員を自分の息のかかった地元マスコミで揃え、最高級のメンメで臨んだが、手間をかけることを惜しまずに最高の味を提供しようとする旬の姿勢に審査員たちが心を打たれ、引き分けに持ち込まれてしまう。ケリは「全国握り寿司コンクール」でつけることになった。
その後、予定通り「全国握り寿司コンクール」に出場。一般審査員による投票の段階で優勝圏外になり、惨敗した。東京進出は叶わなかった模様。
清瀬 鮎美（きよせ あゆみ）
金沢【鮨 清瀬】の二代目。
先代死後、父の残した店を諦められずに店を継ぎ、登場時点で既に一流と言える鮨職人であった。しかし女性であるがゆえの苦心にも見舞われていた他、自身で店や加賀前鮨を守ろうと気負いすぎたため最初はとげとげしく、年上の職人を従業員の前で罵倒したり、店の応援にやって来た江戸前寿司の職人である旬を毛嫌いしていた。しかし自分一人で店をやっているわけではないことに気づいたことで次第に険が取れていく。旬に対しては好意を持つまでになり、旬が東京に帰る時には涙ぐんでいた。なお旬自身は鮎美のことは好きだが、それはあくまで寿司職人としてであり、恋愛対象としてではなかった。「全国握り寿司祭り」には途中参加の可能性（中村談）を含ませつつも参加できなかったが、旬と藍子の結婚披露宴には榊大吾、森野石松、中村、結城達也、磯山太一、灘信行との寿司職人仲間の一員としてサプライズで参列し、握りを披露した。
その後、従来の加賀前鮨を改良した新たな鮨を店で出すようになり、最初は旬らにも驚かれたものの新たな客をつかみ成功している。気の強い性格は変わらず、中村の宣戦布告を受けて立ち、中村が悪役となることを覚悟していたと知ると中村を平手打ちした上で感謝を伝えた。
父親は「加賀前鮨」を考案しており、伝統に固執する江戸前寿司職人を毛嫌いしていたが、一方で江戸前寿司の基本があってこそ加賀前鮨を考案できたと考えていた。母・倫子は店で女将をしており、先代が腕を認めライバルと思っていた鱒之介の下に店の助けを求め、旬を連れ帰った。
中村（なかむら）
【鮨 清瀬】職人。下の名前は不明。店の応援にやってきたが鮎美に反発されていた旬に親身になっていた。生真面目で引っ込み思案だが徐々に職人としての自信をつけている。また、血の滲むような修業の結果、握るのに六手掛かる「正統・本手返し」を、五手で握るのと同じ速さで会得した。鱒之介は彼の生真面目さを、周囲の人間にとって息が詰まるだけの中途半端な生真面目さではなく、周囲の目が尊敬に変わるまでとことん突き詰めた生真面目さと評した。鮎美のことを一途に想っている。「全国握り寿司祭り」にも登場。その後、先代から加賀前鮨を受け継いでいるのはどちらか白黒つけるために「鮨 清瀬」を辞め、【元祖加賀前鮨 中村】として「東都デパート」のイベント「金沢・百万石祭り」に出店し、鮎美の前に立ちはだかる。結果として鮎美が改良した加賀前鮨こそ正統の加賀前鮨であると世間に認識させることをアシストした。中村の真の意図を知った鮎美と和解し、「鮨 清瀬」に復帰した。
菊川 英二（きくかわ えいじ）
「鮨 清瀬」の看板を狙う菊川水産社長・菊川守彦の弟。商売人の父や兄と違い天才的な職人であり、寿司そのものの技術だけでなく客を呼び込むことについても考えが回る。才覚については旬や大吾も一目置くほどだが、敵愾心があまりに強く、すぐに勝負にこだわってしまう悪癖があった。金沢では加賀前の看板をかけた寿司勝負で中村に敗れ、さらに旬の寿司を食べたことで自らが旬に及ばないことを認め、敗因が装飾過多であることを旬に諭され修業に出る。しかし岡山【すし重】での修業の後、「全国握り寿司祭り」にて再び自分の信条である「足し算」の寿司で旬と勝負した。その後、上海に渡って李建王の【覇王寿司】の職人となり日本に凱旋帰国、李の展開する【覇王寿司 銀座店】の板長として、本来の江戸前寿司で大吾や旬の前に立ちはだかる。しかし、李が築地仲買人の反感を買ったことを知ると、あっさりと「覇王寿司」を辞めた。その後、旬のライバルに相応しい存在になることを目指し、旅に出る。最終的には北海道で自身の店【英（はなぶさ）】を開店した。後に、「東都デパート」で開かれた物産展で自身の勝負にばかり拘るちっぽけなプライドを恥じ、自然な笑顔を出せるようになり、後に旬夫婦を北海道の自身の店に招待している。旬の目指す寿司道と自分の寿司道は相容れないとしており、旬のことを「甘い」と断じるが、その一方で「その甘さ、嫌いじゃない」とも考えている。
『北の寿司姫』にも登場しており、函館の木古内で寿司店を経営している。そこで、主人公の姫野さくらを「大北海道握り寿司新人コンテスト」で優勝させるために一ヶ月特訓した。その際に、掌の温度を自由に変えられるさくらに驚愕した。
小松の親方（こまつのおやかた）
本名は不明。深川の親方と並び称される昭和の大名人で、北陸に小松ありと言われた寿司職人。全国に直弟子孫弟子合わせて数百人の弟子を持つ。金沢にて、「鮨 清瀬」と「鮨 菊川」の勝負に割り込み、菊川英二の豪華な見た目に踊らされ、鮨の本質を見抜けなかった審査員たちを戒めた。能登で隠居生活をしている。
新見 清次郎（にいみ せいじろう）
【すし清】の親方。通称「深川の親方」。荒くれで有名な築地の男たちが思わず立ち止まって深々とお辞儀をするほどの伝説の寿司職人。戦後すぐ、衛生的な問題で寿司の販売が禁じられかかったところを仲間と共に委託加工米方式や衛生の確保を考え出して実行することで寿司の販売を認めさせるなど、江戸前寿司の存続に大きな貢献をした。また、目標である鮃蔵が逝去して寿司が握れないほど落ち込んでいた鱒之介を弟子に引き取り、彼に再び寿司の奥深さを教えた（修業の様子は『寿司魂』に描かれている）。また、戦後の闇市が東京に数多く出ていた中で、「寿司屋はまっとうな商売でなくちゃいけねぇ」という信念を持っていた。2003年時点は米寿（88歳）であり、このころ原因不明の病で両目を失明する。37年前（1966年）51歳、鱒之介が22歳の時点でも彼の尊敬を受けている。旬に「目で魚を見て握っているようじゃ、寿司職人としては半人前」という教えを授けた。また、この時に自身が生涯かけて追い求めていた理想「寿司と一体になる」を成し得た。今際の際に、約束通り最後の弟子となった旬の「名残りのシンコ」を食べて、旬に感謝しながら、旬、鱒之介、松ヶ根の親方、蔦屋の女将に看取られて逝去した。享年89。
松ヶ根の親方（まつがねのおやかた）
【松ヶ根ずし】の親方。本名は不明。深川の親方と並び称される昭和の伝説の寿司職人。鱒之介と旬は、深川の親方と松ヶ根の親方にとって直弟子であり、特に旬は最後の弟子となった。江戸前寿司が昔の庶民的な食べ物から高級品になったことに嫌気が差し、大阪ずしに転向した寿司職人。弟子はとっていないが、鱒之介と旬と巽次郎に大阪ずしを教えた。
結城 達也（ゆうき たつや）
単行本第24巻「サヨリ」にて初登場。鱒之介の兄弟子（ただし鱒之介は既に職人として一本立ちして年も上だったため実質的には弟弟子のようだった）である小樽【鮨 結城】主人・結城哲（ゆうき てつ）の息子で、旬の下に預けられる。おとなしそうな風貌の陰ではかなり腹黒い性格で旬も手を焼くが、旬の情熱により改心し（そもそも、旬の誠実な姿勢の前に自分のしたことを思わず白状しそうになるなど、根っからのワルではなかった）、北海道に戻ってからは人が変わったように修業に精を出し、後に【鮨 結城 すすきの分店】を任されている（『北の寿司姫』は、そのすすきの分店が舞台）。真子の結婚式や「全国握り寿司祭り」にも登場。
父・結城哲は『寿司魂』にも登場しており、このころから巻物が得意。達也は旬にとって弟弟子になるが、父親の哲は旬の希望に応えて自身の細工巻きを伝授しており、旬にとっては師匠の一人となる。
磯山 太一（いそやま たいち）
単行本第40巻「サンマ丼」にて初登場。藍子の伝で、仕事が休みの日に「柳寿司」を手伝うようになった職人。肥満体。弱気で泣き虫だが実は天才的な腕前を秘めており、旬や大吾にも評価されるほど。当初は魚が捌ければ一人前になれると考えていたが、旬の魚と客に対する真摯な態度に感服し、旬のような寿司職人になりたいと考えるようになる。宅配寿司店の職人と名乗っていたが、実は新橋の江戸前寿司店【すし華（はな）】の下っ端職人（「柳寿司」に通っていたのも、「すし華」で兄弟子たちが自分に雑用しか与えず技術を身につけられないと考えたから）。跡取り息子ら兄弟子たちに「柳寿司」通いがばれてしまいリンチを受け、それに怒りつつもけじめをつけるべく店に出向いた旬も負傷するが、隠居していた親方にその場を救われる。その後、旬が改めて店に挨拶に向かった際、親方の計らいでツケ場に立ち、一同に腕前を認められ、以後は親方と共にツケ場を任されるようになる。旬の「全国握り寿司祭り」による不在時は「柳寿司」の留守を担った。「すし華」で働く傍ら、東京都のふぐ調理師の資格を取得するため、築地市場の除毒所にて謙介の下で修業したのち、試験に臨み、無事合格した。また、既成概念に捉われず、半夏生の夏蛸や秋刀魚の炙り、鰤の燻製を試すなど素材の新たな美味しさを引き出すことに積極的に挑戦している。親方から独立を提案されるが、己の寿司道を見つけた旬を見てショックを受け、親方に「自分は子烏賊にもなれていない」と、引き続き「すし華」での修業を望んだ。その後、大吾の推薦を受け、京都の老舗料亭【桐乃家】の主人に請われ、香りを重視する己の寿司道確立のため、京都に旅立って行った。
灘 信行（なだ のぶゆき）
「全国握り寿司祭り（福岡・博多編）」に登場した福岡【玄海】主人。父親が親友の寿司職人・森田（後に灘の師匠となる）と共に東京へ出かけた際、鱒之介の寿司を食べてショックを受け、失意のうちに亡くなったことから、旬を父の敵として「全国握り寿司祭り」で寿司で叩き潰そうと試みる。最初は心を乱した旬に勝ち誇っていたが、森田からの激励や「柳寿司」からの応援で旬が精神を立て直すとパフォーマンスに走るなど焦り始め、ついには旬の命まで狙うようになってしまう。最終的に森田に止められて改心、最終的に「全国握り寿司祭り」でも優勝を飾った。
店を手伝っている涼子という妹がいるが、兄同様に旬を敵視していた。
後に涼子、森田と共に「柳寿司」を訪れ、客が喜んでくれる寿司を握ることを目指す。
山田 祐介
東京・銀座に実在する【鮨處 やまだ】主人。40歳（単行本第77巻時点）。本人も実在の人物がモデル。恰幅の良い体格。青森県小泊出身で、29歳の時に大工から寿司職人に転身した。旬を尊敬しており、旬の弟子である和彦の同郷の先輩として度々相談に乗っている。「魚の声」を聞いたり魚の顔つきを人に例えるなど独特な感性を持つ。新たな寿司のアイデアを考案することも多い。
小山内 清（おさない きよし）
日暮里【磐田】職人。単行本第57巻「弟子入り志願」にて初登場。料理学校を卒業しており初登場時から職人としてある程度の力量があった。「柳寿司」への就職を志願したが、採用されたのは和彦であり、その後は店を転々とする。
紆余曲折を経て、「九条料理専門学校」で鱒之介の開講した経験を積んだ寿司職人を再起させる講座を受講し、さらに「磐田」の主人に採用されて寿司職人として再起に成功した。
安藤 宏明
回転寿司店の銀座【きわみ鮨】職人。「九条料理専門学校」で鱒之介に寿司の教えを受けていた。在学時より回転寿司店でアルバイトとして働いていたが、イメージからくる回転寿司の劣等感を拭いきれずそのまま回転寿司店へ就職するか悩んでいたが、鱒之介に寿司職人の誇りについて諭され就職。就職後は鱒之介の言葉を胸に奮闘している。
『虹のひとさら』にも登場し、店のNo.2に昇進している。
辻川 ケビン（つじかわ ケビン）
赤坂【鮨 一会】職人。スイス人の父親と日本人の母親を持つハーフ。元々は日本の大学に留学しており、将来は母国のスイスで父の後を継いで医者になるはずだったが、日本で本物の寿司を食べて衝撃を受け、寿司職人になるために大学を辞めてしまう。その後、二ヶ月で寿司の基本を教えるすし学校に入学。卒業後、すし学校の経営する「鮨 一会」に入り、ツケ場に立つまでに成長する。日本人以上に日本人の心を持った職人として通の間では評価が高い。しかし、両親は寿司職人になることに反対しており、勘当同然となっていた。両親に認めてもらうため、「TOKYO SUSHI-1 GP 〜next generations〜」にエントリーし、優勝を絶対条件とする。実力を遺憾なく発揮し、予選では和彦や沙羅を抑え、激戦区とされる銀座会場を制し、「東都デパート」の催事場で行なわれる決勝に進出する。優勝こそ出来なかったものの、催事場へ訪れた両親に美しい寿司を披露し、和解。寿司職人を続けることを認められた。
井上 真紀（いのうえ まき）
新橋【真紀】主人。単行本第103巻「江戸前手巻き」にて初登場。店は先代の父親のころは立ち食い寿司屋だったが、父が倒れ、半身不随で話すこともできなくなったために店を手巻き寿司専門店に鞍替えして継ぐ。実は「九条料理専門学校」の卒業生で、鱒之介に寿司の教えを受けていたが、当時は父親の跡を継ぐとは思っていなかったためあまり真剣に聞いておらず、そのことを後悔した事をばねに、彼の指導を直接仰ぐ時はいっそう熱心になる。
当初はタネの目利きも仲卸の謙介に一任せざるを得ず、和彦に「仕込みの仕方が全て間違っている」と評されるほどの腕しかなく、父親の代にいた常連客は離れていき、店は閑古鳥が鳴いていた。彼女を気にした和彦の旬譲りの厳しい指導を受け、江戸前手巻きを確立。再び常連客が付くようになり、店に活気が戻り、父にも認められた。
以降も、和彦から技術を教わる過程で、徐々にながら仲を深めている。また旬からは「妹弟子」として扱われている。
大人しく優しい性格とは裏腹に情熱的な面もあり、和彦の指導を受けて上手く行った際に嬉しさのあまり「ありがとう!!」と抱き付いて和彦の目を白黒させる事もある（初めて抱き付いたのは柳寿司厨房内で、旬夫妻の見ている前）。
新見 清人
【深川二代 すし清】主人。単行本第118巻「恩返し」にて初登場。深川の親方こと新見清次郎の孫（息子の息子）。清次郎の面影を残した顔つきをしている。大名人だった清次郎に憧れて寿司職人になり、若くして店を開いた。ただし、幼いころに清次郎が亡くなっており、清次郎に直接寿司の教えを受けたことがなく、その上父は清次郎の跡を継ぐことなくサラリーマンだったため、寿司に関しては完全に独学であり根幹部分から技術不足だった。過去に寿司の教えを受けた清次郎への恩返しのため、鱒之介が一時的に店を休店させ、彼に寿司のイロハを或る程度教えることになる。みどりと合同で教えを受けることもあり、年齢差のある彼女の寿司についての知識の豊富さに、気後れする事があった。
鱒之介の教えを受け始めてから半年後、店の再開を懸けてカスゴの握りを課される。塩の振り加減に苦戦したが、夢に現れた清次郎の助言に従い、握りを完成させる。「清次郎に教えられた」という清人の言い分が嘘では無い事を鱒之介は確信し、清人は店の再開を認められた。

### 常連客など
平政（ヒラマサ）
柳葉家とは長い付き合いである「柳寿司」一番の常連客で、寿司を食べるよりも肴で酒を飲んでいることが多い。基本的には一人で来店するが、時々夫婦そろって来店することがある。家族は妻と息子の一夫、娘の明子がいる。時には厳しくまた優しくアドバイスをし、旬の成長を見守っている。旬は彼を「じっちゃん」と呼び、祖父のように慕っている。銀座の靴店【タイラ靴店】の先代で、他の常連客もご隠居と呼ぶなど近所ではかなりの顔とされている。釣りが趣味。ヒラマサはあだ名で、姓は平（たいら）らしいが本名はめったに出てこない。『寿司魂』にも登場しているが（物語開始時36歳）、白髪や皺が少ない以外は容姿はさほど変わらない。鱒之介には、鮃蔵のように死ぬ直前までツケ場に立っていてほしいと思っている。また、「柳寿司」に四代目が生まれ、鱒之介（二代目）と旬（三代目）と共に、ツケ場に立つ姿を見るまでは何があっても絶対に死なないと鱒之介に誓った。小学校卒業と同時に革靴問屋に丁稚奉公に入った。旬と藍子の結婚式では仲人を務めた。また、旬と藍子が子宝に恵まれるようにと、カツブシ入りの小柴産のシャコで願かけもした。旬と藍子の子供であるみどりの名付け親。『李謐と孔藩』の故事に因んで勤勉さと謙虚さを身に付けてほしいと願い命名した。2012年、心臓発作を起こし意識不明の重体になったが、旬が毎日握ったヒラマサの寿司を食べる夢を見て意識を取り戻した。退院の翌週には量は少なめだが「柳寿司」で寿司を食べられるまで回復している。
圭斗（けいと）
旬の銀座北高等学校の同級生であり親友。名字は不明。月島西仲通商店街にある【もんじゃハウスMIYAKO】でもんじゃ職人として働いている。旬と藍子の結婚式の時には大吾や謙介と一緒に披露宴のサプライズを企画したり、司会も務めた。また、幼少のころに病気で入院した際に、旬に寿司ネタで何を食べたいかと聞かれた際にイクラの軍艦巻きと答えた。それ以来、「柳寿司」では旬の天然ものを扱う中で唯一イクラだけは一年中冷凍物を使っている。一時期、内装を今風にしたり新メニューを考えたりして客を呼ぼうと考えたが、どれも上手くいかず、自暴自棄になっていた。しかし、「手間暇をかけて食材の旨味を引き出す」ことを念頭に置いて仕事をしている旬に対し、「旨味調味料を使った方が効率的」という考え方を持ち、互いの意地をかけて玉子焼き勝負をするが、その結果、手間暇をかけることの大切さを痛感する。彼女がいないことを悩んでいたが、旬と海に行った際に出会った夏子を助けたことがきっかけで交際するようになる。だが後年、いつの間にか別れており、様々な事情から男性不信になった、銀座のキャバクラ嬢の奈央に惚れ込み、いつか心を開いてくれることを信じて追いかけている。
頭（かしら）
本名は不明。鉄骨鳶一番組の頭。モヒカン。鯛（「てえ」と呼ぶ）と河豚が大好物。旬の結婚式の時には、お練りをした。江戸っ子気質の豪快な性格。いつも一番の文字が入った半纏を着ている。『寿司魂』にも登場しているが、その時は父親が頭を務める鉄骨鳶一番組の若頭だった。東京タワーと霞が関ビルの建設に携わっている。また、ヒラマサ同様、容姿の変化はほとんどない。
宇佐美の旦那（うさみのだんな）
工芸和菓子【宇佐美】の親方。本名は不明。余計なものを省くことでより本質的な美しさを引き出せる“引き算”こそが和菓子の美学だという信念を持っている。快気祝いに「柳寿司」を訪れた際に、石本のお茶の淹れ方に感服し、彼を「宇佐美」に引き取った。弟子に対しては厳しいが、反面、素直に耳を傾ける優しさもある。
宮森 徹（みやもり とおる）
心臓外科医の世界的権威。ペンキ屋だった父の跡を継ぐのが嫌で、誰からも尊敬され、かつ、お金も手に入れられるという理由で医者になった。しかし、数年ぶりに再会した父に、自分がいかに鼻持ちならない存在であったかを諭された。「柳寿司」には、母のために京ちらしを作ってもらおうと来店したのがきっかけで常連客となった。医療器具が入ったカバンを持ち歩いており、「すし華」の兄弟子たちにリンチを受けた太一や負傷した旬を治療したり、ヒラマサの指を治療した。また、藍子の伯母・高城の心臓の病気を完治させたりしている。また、旬と藍子の結婚披露宴にも出席した。T大の教授となり、他方、白根を弟子にしている模様。2メートル近くの大男。
金子（かねこ）
【AZUMA製作所株式会社】勤務。常連客のサラリーマン。下の名前は不明。「「柳寿司」の寿司はいわゆる一流店にも負けない」と信頼しており、接待などにもしばしば利用する。
新井 雅彦（あらい まさひこ） / 新井 良雄
【AZUMA製作所株式会社】勤務。金子の後輩。典型的な体育会系でお調子者の傾向があり、それでミスをしてしまい金子がフォローすることも多い。一時期北海道の支社に転勤していたが東京本社に戻った。年老いた母親を心配するあまり転勤を拒否しかけたり、ただの軽い風邪で、しかも注射一本で全快したにもかかわらず、無理やり入院させたことがある。そのため、マザコンだと言っていた有野に「自分以上」と評された。しかし、それは母親が41歳の時に自分を産んだことや自分を大学に行かせるために日雇いや新聞配達の仕事などの苦労をして育ててくれたことを知っていたからであり、誕生日になると感謝の念を込めて母と一緒に過ごしていた。「柳寿司」に訪れた時に、母を偲んで具も山葵もない、寿司飯を海苔で巻いただけの海苔巻きを食べながら、40歳を過ぎても結婚できなかったことや孫を抱かせてやれなかったことを悔い、号泣していた。しかし、有野や金子の計らいで母が良く食べさせてくれた明日葉を使った寿司を食べ元気を取り戻し、また、それが縁で同じく落ち込んでいた畑野洋子と知り合う。
下の名前は途中で変わっており、単行本第8巻「戻りガツオ」では母親から「雅彦」と呼ばれていたが、単行本第53巻「明日葉」で洋子に自己紹介した際は「良雄」と名乗っている。
有野 孝昭（ありの たかあき）
【AZUMA製作所株式会社】勤務。金子の後輩。当初は母親が会社についてくるほどのマザコンだったが、一本立ちして後輩に指導するほどになる。接待した社長に一度決まりかけた契約を、社長との信頼関係が築いていないため、しっかりとした信頼を得てから契約してほしいと言ったり、協力してくれた旬や金子に素直に感謝するなど、気骨のある人物。
小野寺（おのでら）
【AZUMA製作所株式会社】勤務。金子の同期。下の名前は不明。以前はキャリア志向で男性に負けまいと仕事に打ち込んでいたが、金子や旬のアドバイスにより生来持っていた才能「人を繋ぐ力」を活かし、心機一転頑張っている。新井の母親の葬儀の時に再登場した。
鹿野 昭夫（しかの あきお）
【ムラカミ商事】の営業課長。自称「営業の神様」。
食べ物の蘊蓄話が好きで、知識量はかなりのもの（藍子曰く「相変わらず言ってる事は的を射てる」）。彼の蘊蓄を主軸にした話も多い。蘊蓄が行き過ぎて反感を買うなど失策も多い。部下に厳しく上司にへつらう裏表の激しい性格ながら決して憎めないところもあり、部下や旬たちから助け舟を出されることもしばしば。「柳寿司」で食べ物の蘊蓄話をしては、キャバクラに意気揚々と出かけていく。しかし、風向きが悪くなると用事を思い出したふりをしたり腹痛を訴えたりして、そそくさと退散してしまう。
釣り好きでもあり、釣った魚を「柳寿司」に持ち込むことも多い。
単行本第13巻「ヒゲダラ」では苗字が「大塚」になっている。
八木沢（やぎさわ）
【ムラカミ商事】勤務。鹿野の部下。下の名前は不明。鹿野の蘊蓄話に辟易している。しかし、エイプリルフールの時は（それと知らずに）、転勤になると聞いた鹿野のために「柳寿司」で送別会を行ったこともある。三流大学卒で同期からバカにされていたが、上司の話を聞いて発奮し、成績を残した。同じ三流大学卒のいずみにその話をして励ます。
斉藤（さいとう）
【ムラカミ商事】勤務。八木沢の同僚。下の名前は不明。単行本第51巻「寿司とワイン」では、良二郎に助けを求めた。
綾瀬 いずみ（あやせ いずみ）
【ムラカミ商事】勤務。鹿野や八木沢の部下。千葉県の銚子出身。三流大学卒の自分のことを研修の時からバカにしていた一流大学卒の同期に煙たがられているが、八木沢たちの励ましを受けて、日々奮闘している。
「柳寿司」へは初め「新人研修」として同期二人と共に鹿野に連れられて訪れたが、その後単身でも訪れるようになり、やがてヒラマサ、良二郎に並ぶ「柳寿司」の主要常連客として作中での登場が定着。丸顔の可愛らしい顔立ちで、一目ぼれした良二郎からの熱烈なアプローチをあしらい続けているが、席は常にカウンターの隣同士で良いコンビとなっており、たまには良二郎に対して満更でない様子を見せる事もある。「鹿野課長の寿司講座」シリーズ等で鹿野と店内で同席する事はあるが基本的に鹿野はテーブルでの部下への蘊蓄披露、いずみはカウンターであり、鹿野がいずみを気にする事は滅多にない。
桜井 淳（さくらい じゅん）
真子が結婚前まで勤めていた出版社【日文書房】勤務。阿部や中手川を担当している。緑内障が完治した祖母の快気祝いを「柳寿司」でしたり、風邪で入院した阿部から「粥」をテーマにした料理のお題を出されて、ヒントを得るために旬から田麩を教えてもらっていたりする。阿部邸で行われた旬と大吾の五番勝負にも立ち会った。
西島（にしじま）
【日文書房】編集長。真子の嘗ての上司で、桜井の今の上司。下の名前は不明。時々、桜井と共に「柳寿司」を訪れる。阿部邸で行われた旬と大吾の五番勝負にも立ち会った。のちに執行役員に昇進した。
「部下の失敗は上司の責任」という考え方を持つ。
立場上、食に対しての拘りを持ち、「柳寿司」にて天然物と養殖物の違いや蟹の種類を瞬時に見分けた。
中手川 晃
俳優でエッセイスト。旬が作った海鮮丼に感動して以来、時々来店する。阿部邸で行われた旬と大吾の五番勝負にも立ち会った。
東堂 巌
【東都デパート】代表取締役会長。以前は納豆売りをしており、「柳寿司」の納豆巻きに感激して以来、通うようになった。作中では娘が2人（春彦の母と「東都デパート」の社長）登場している。両親は鳥取県出身。
デパート経営者としては一流だが、ワンマンかつ身内に甘い性分のため、周囲の人材に恵まれず、十分な実力のある後継者の育成もできていなかった。本人も自身のそうした問題点を自覚しながらも具体的な手を打てずにいた。
2023年に社長となった娘が北海道物産展を故意に失敗させて「東都デパート」を「三枝グループ」に売り渡そうとしていたことを契機に、本格的な後継者育成のため、社の方針の決定権を持つ会長直属の企画戦略部を新設した。
山本 鈴音（やまもと すずね）
福岡県北九州市小倉出身。登場当初は【club胡蝶】のホステスだったが、事実上の解雇により辞めてしまう。鱒之介の機転により「柳寿司」で東堂会長に巡り合い、文化的な素養の高さを見込まれて【東都デパート】に入社した。決して美人とは言えない顔つきで、ホステス時代は特徴として出っ歯が描写されていたが、「東都デパート」入社以降は一切描写されなくなった。
これと見込めば役員たちに強硬に提案を押し通すことも厭わないため役員などからは煙たがられている一方、後継者難に苦しむ東堂会長からは「未来を任せられるのはキミしかいない」というほどに信頼されており、退職を考えた際にも東堂会長から引き留められたり、新人売り子の教育担当など重要な役割を任されることも多い。
2023年度より新設された、社の方針の決定権を持つ、会長直属の企画戦略部において東堂会長から指名されて部長となり、入社以来初めて管理職の地位を得た。佐々本と良二郎を企画戦略部の立ち上げメンバーに勧誘し、デパート屋上の新形式のビアガーデンや屋内キャンプ場の開設など次々と施策を実施している。
二卵性双生児の妹・琴音は鈴音と違って美人だが、教養面では姉に全く及ばない。
淳也（じゅんや）
祖父の代から続く、【bar xyz】の若きオーナー兼バーテンダー。名字は不明。
佐々本 拓海（ささもと たくみ）
【東都デパート】社員。料理人ではないものの食に関する造詣はかなりのもの。再会した小学校の同級生の田口咲と交際するも、彼女の祖母である八千代に色々と難題を出されてしまうも、「絶対に咲と結婚し、幸せにする」と心に堅く誓っており、八千代の難題にも積極果敢に挑んでいく。「全国握り寿司祭り」を企画。会場での旬の話を通して、江戸前寿司職人の心意気に感動する。「東都デパート」の屋上に造った庭園で咲にプロポーズして快諾された。
田口 咲（たぐち さき）
佐々本の小学校の同級生で、初恋の相手。八千代の孫。旬にアプローチをかけていたが、佐々本の真摯な気持ちに惚れ、交際をするようになる。八千代に佐々本との結婚を認めさせようとしている。「東都デパート」の屋上に造られた庭園で佐々本にプロポーズを受けて快諾した。
田口 八千代（たぐち やちよ）
料亭【京料理 美山】の女将で咲の祖母。料理人に対してしばしば難題を出し、旬も度々悩ませるほどだが、決して理不尽な振る舞いはしない。料亭の後継者にするため咲の夫には一流の料理人をと考え、旬こそが咲の夫として相応しいと考えていたが、藍子と結婚したため諦めた。佐々本に対しては「従業員としては欲しいが、咲の夫にはできない」とし、最後まで結婚に反対していた。
咲の結婚後、不景気を契機として「東都デパート」にある【おにぎり屋 八千代】を除き、自身の営んでいた事業を断捨離として整理した。2024年に引退。
池内 正二郎（いけうち しょうじろう）
編集者時代の真子が担当していた食通の大作家。登場人物の中で唯一、毎回和服を着ている。旬と大吾が生涯の好敵手、そして勝負を通じての最高の親友となるきっかけを作った人物。初めて「柳寿司」に来店した際に、鱒之介の出した「五味五色の寿司」に感動して以来、常連客となる。阿部邸で行われた旬と大吾の五番勝負にも立ち会った。旬と真子の結婚披露宴にも出席した。
昔は新聞記者をしながら執筆活動をしていたが、当時師事していた作家が泊まっていた宿の仲居をしていた八千代に叱咤激励されて本格的に小説家の道を歩み始めた。
阿部 如雲（あべ じょうん）
女性に人気の「癒しのカリスマ」といわれる画家であり詩人。しかしその作風とはギャップのある風貌で茶目っ気のある人物。四代続く江戸っ子。毎年、自宅の茶室で翌年の仕事をどの出版社とするかを決めるため、茶会を開き、その場でお題を出して真意を汲み取った編集者とのみ仕事をしている。旬と真子の結婚披露宴にも出席した。旬と大吾の五番勝負の際には、能舞台に似た舞台を自宅の敷地内に宮大工に作らせた。後に、好きな時間に好きなモノを書きたいと思い、2011年に引退した。
海原 慎太郎（うなばら しんたろう）
祖父（『江戸前の旬』本編では故人）の代からの蒔絵師。鈴音とは微妙な関係。蒔絵に魅せられ、その魅力を表したいと思うも十全に発揮できず悩んでいたが、父・誠一郎から「蒔絵は心で描くものだ。物事に感動し、その感動を蒔絵を通して人々に広く伝えたいという想いと木地師と塗師が込めた想いを深く感じ取らねばならない」との助言を受け、一流の蒔絵師として成長していく。祖父が晩年認知症を患い、母親に「下の世話」などの介護を押し付けて外出することが多かったのを後々まで後悔している。なお、祖父と父は『寿司魂』にも登場。同作中では祖父が叙勲を受賞することが決まるも、職人の矜持が大事と断り、鱒之介と君江の結婚の際に、二人のために特別に拵えた蒔絵の調度品を贈った。
坂本 翔子（さかもと しょうこ）
愛称は「ショッコ」。元は【料亭 𠮷川】の仲居。旬とはいい雰囲気になったが、擦れ違いが多くあまり仲が進展しなかった。その後結婚し一男をもうける（名前は、旬の人柄に惹かれたという夫により「旬太郎」と命名）（初登場時は三崎姓）。
麻生 夏海（あそう なつみ）
旬の高校時代の同級生。旬に淡い恋心を抱いていたが、本心を打ち明けられずにいた。画家を目指してフランスに留学するも、自分の能力の限界を感じて帰国した。
マイク
プロレスラーのようないかつい風貌だが実はアメリカの貿易商。小夜子という着物姿が似合う恋人がいる。小夜子とは十五夜のお月見を共にしたが、その後連絡が取れなくなったことで嫌われたと思っていた。しかし、実際には小夜子がマイクと結婚できるか悩んでいただけだった。大の日本通。旬と藍子の披露宴では、小夜子と共に出席した。アメリカでは「悪魔の魚」と言われているタコが苦手だったが、旬が握ったタコの握り寿司に感動し考えを改める。後に、日本嫌いの母親を、自ら心を開いて説得し、共に「柳寿司」を訪れた。また、アメリカやフランスなどの仕事上の付き合いのある外国人に寿司と日本文化の素晴らしさを伝えるため、共に「柳寿司」を訪れることがある。
湊家 じゃこ平
たまに「柳寿司」に訪れる湊家一門会の落語家。旬にすごい顔と言われるほど泣き顔がひどい。旬と藍子の披露宴に出席した。落語「時そば」を稽古した時は、そばとうどんの違いを音だけで演じ分けるため、一日三食全てそばを食べ続けた。そのため、久しぶりに「柳寿司」を訪れた時には、物凄い勢いで旬の握ったすしを食べ続けた。その甲斐もあり、落語は大いに大盛況となった。
昔は、テレビのバラエティ番組ばかり出ていたが、後に父親を超える芸を身につけるために落語家一本で生きることを決意する。
春日（かすが）
銀座で腕を上げた料理人を試し、厳しい評価を行うことで知られた人物。評価は非常に厳しいが確かなものであり、旬も手厳しく扱われつつも今の自分を作った人物だと高く評価している。下の名前は不明。「柳寿司」でツケ場に立ちはじめた和彦の情報を聞きつけてかっぱ寿司を作らせたことで和彦にとって大きな試練となった。
与田 良二郎（よた りょうじろう） / 丸山 良二郎
鱒之介の幼馴染である良太郎の息子。単行本第51巻「懐かしき顔」にて初登場。良太郎は、以前は貸しビル業を営んでいたが、詐欺によって借金を抱え、一家そろって祖母の実家の大分に夜逃げした。しかし、そこにも借金取りが現れ、耐えかねて松の木で首つり自殺をしようとしたが松の枝が折れてしまい、しかも根元から温泉がわき出たため、それを基に、3件の温泉旅館を経営することに。良二郎は「柳寿司」にトイレを借りに来店した後、旬たちに上記の話をする。さらには、『寿司魂』にも描かれている鱒之介の若かりしころの武勇伝を話した。また、ワインにも詳しく、常連客がワインと寿司のセットでの接待をした際に、色々と知恵を授けた。銀座一丁目に住んでおり、銀座のビジネススクールに通っていた。そのビジネススクールに通っている同級生の畑野洋子が里心がついて故郷の八丈島に帰りたいと落ち込んでいた時、八丈島産の明日葉を使った寿司を旬に依頼、元気を取り戻してもらって良いところを見せようとしたが同じく落ち込んでいた新井と洋子が意気投合してしまったため、想いは伝えられなかった。ソムリエ試験合格のために勉強をしていたが、【東都デパート】の外商部に就職する。バイヤーとしての才能の片鱗を見せる一面がある。
初登場から間もなく「柳寿司」の主要常連客として作中での登場が定着。いずみに熱烈にアプローチしているが、その度に軽くあしらわれている。
単行本第54巻「梅雨アナゴ」では、初対面したいずみに「丸山良二郎です」と挨拶している。
大沢（おおさわ）
下の名前は不明。昔気質の老人で、銀座の寿司屋の変貌に失望していた。代替わりしてもかつての味が残る「柳寿司」を気に入っている。
永井（ながい）
蝶ネクタイ姿の老人。下の名前は不明。大沢と共に江戸前の古い技法の寿司が扱われるときに登場することが多い。
かつて鮃蔵の代に「柳寿司」に助けられたことがあった。
丸高（まるたか）
【スーパー丸高屋】の社長。下の名前は不明。好物はイクラ。祖母からの教えで客・売り手・世間の「三方よし」をモットーとする経営者で、売り上げを徐々に伸ばしている。客として「柳寿司」に訪れていた縁で、誠は「スーパー丸高屋」に就職した。
高遠（たかとお）
探究心の強い若い食通。下の名前は不明。友人に連れてこられたのがきっかけで旬の寿司に感動して以降、ヒラマサ、良二郎、いずみに並ぶ「柳寿司」の主要常連客として作中での登場が定着。感情表現が明瞭で、美味しいものを食べると感動を露にする性格。贅沢を一切せずたった一人で必死に働いて育ててくれた亡き母の写真を常に持ち歩いており、「一緒に美味しいものを食べる」という意味を込め、親孝行として二人前以上食べている。
大塚社長と海原専務
全国展開している回転寿司チェーンの社長と専務で、現れるときは二人セット。下の名前はいずれも不明。山田からの紹介で「柳寿司」に通うようになる。「柳寿司」にしばしば現れて、回転寿司にも使える寿司の考え方を吸収しようとする。

### その他
加治（かじ）
包丁の研ぎ師。下の名前は不明。既に高齢で杖なしでは歩くことも困難。鱒之介にとっては心の師であり、鱒之介に十分な研ぎの実力ができても頭を下げてまで来店してもらおうとしていた。
李 建王（リー・ジェンワン）
上海の【覇王グループ】代表。日本の大学に通っていたころ、握り寿司を食べて以来寿司の虜になったが、友人とお洒落をして行った憧れの「嘉志寿司」で自分たちが中国人だと知った板前に侮辱され、「嘉志寿司」を見返すために、中国に帰国後、上海にて事業を展開し、「上海の寿司王」と呼ばれるまでになった。満を持して、「嘉志寿司」の目の前に「覇王寿司」を開店、マスコミを利用して注目を集め、また築地市場で金にモノを言わせて一番のマグロを手に入れようとしたり、仲卸業者を買収して「嘉志寿司」の板長・坂本が行っていた食品偽装の事実を突き止め、「嘉志寿司」が風評被害を受けるように仕向けたりなどした。しかしあまりに急進的で金に物を言わせたやり方は謙介たち仲卸業者を敵に回す結果となり、彼らを大吾に加勢させてしまう。さらに仲卸業者を敵に回したことで板長を任せていた英二も離反して、「覇王寿司」は閉店を余儀なくされた。最後は「嘉志寿司」との抗争の同時期に北京でビルの手抜き工事をし、そこで得た資金を横流ししていた事実がビルが倒壊したことで発覚したことで中国の警察に逮捕された。
九条 宗正（くじょう むねまさ）
【九条料理専門学校】の御曹司。嘗ては三崎翔子を巡って旬と恋敵となったこともある。2011年にあたる単行本第58巻では、5年前の2006年に別の女性と結婚しており、「九条料理専門学校」の経営を引き継いでいる。従来の料理学校の在り方に疑問を持ち、引退した鱒之介に講師を請うた。
神田 宏明（かんだ ひろあき）
築地場内市場で鮪専門の大物屋【神田】を営んでいる。後述の通り『別冊漫画ゴラク』と『週刊漫画ゴラク』の最新号の発売日が重なった時に『寿司魂』と『江戸前の旬』本編でストーリーがリンクしたエピソードで「過去」と「現在」双方に登場した。『寿司魂』時代は小物（鯵など）を扱っていたが、やがて鮪専門に切り替えた。しかし、中々思うように結果が出ず、さらに他の大物屋からは雑魚物屋と蔑まれていた。だが、鱒之介の言葉に触発され、その後大きく飛躍することになる。
『江戸前の旬』本編では、築地を代表する大物屋になっていたが、自身気付かぬうちに天狗になっていた。そのことを鱒之介に諭されてからは、築地の未来を担う若者たちに積極的に鮪の講習を行っている。
高城
藍子の伯母（藍子の母・幸江の姉）。下の名前は不明。生まれつき身体が弱く心臓の病気を患っている。初登場時点で既に「日文総合病院」に入院しており、余命宣告されていた。藍子には母の幸江以上に慕われており、高城も藍子を実の娘のように接している。過去に白根の父親と結婚を誓っていたが、白根の父親が長男で跡継ぎが必要だったこと、高城が子供を産める身体ではなかったことから結婚は叶わなかった。そのため、白根と藍子を結婚させようとする。藍子の心は既に旬に向いていたが、藍子は大切な伯母である高城の願いを叶えるために止む無く白根と交際することになる。その後、藍子の結婚相手について国一郎と口論となった直後に心臓発作を起こし危篤状態に陥るが、世界一の心臓外科医である宮森の手により発作を抑えるどころか病が完治した。後日改めて藍子に旬を紹介され、藍子を旬に託した。旬と藍子の結納式および結婚式には藍子の親族として出席し、藍子の花嫁姿を目にすることが叶った。
白根
【日文総合病院】で勤務する、高城の担当医。下の名前は不明。高城の紹介により藍子と交際を始め、京都へ二人きりで旅行に行ったが、のちに藍子に旬のことが好きだと白状される。自分と旬を天秤にかけたことに半分以上本気で激怒はしたが、旬の人柄の良さを知っていたため、素直に身を引いた。宮森の手術の様子を目の当たりにしたことで、彼の「弟子」に志願し、師事することになった。
美和
みどりの同級生。単行本第82巻「写真」にて初登場。名字は不明。幼稚園時代に両親の結婚式の写真がないことを理由にクラスメイトにいじめられていたところ、みどりに助けられる。
小学校、中学校もみどりと同じ学校に通っており、彼女とよく行動している。「おさかなクラブ」の一員。
田ノ上 航
みどりの同級生。単行本第100巻「ハチビキ」にて初登場。『ウオバカ!!!』の主人公・田ノ上蒼の弟。蒼とはかなり歳が離れている。将来の夢は、お魚博士になって世界中の港を回り、いろんな魚を釣ったり食べたり育てたりすること。「おさかなクラブ」の一員。
小学校卒業後はみどりと別れ、蒼の出身大学付属の中学校に入学し、大阪で寮生活を送ることになった。『ウオバカ!!!』には登場しない。

## シリーズ作品・特別編・外伝作品

### 銀シャリ!! ―銀座・柳寿司三代目奮闘記
『銀シャリ!! ―銀座・柳寿司三代目奮闘記』（ぎんシャリ ぎんざ やなぎずしさんだいめふんとうき）は、1998年9月から1999年1月まで『週刊漫画ゴラク』にて連載された、『江戸前の旬』本編のプレストーリー。上述の通り、元来『江戸前の旬』は『銀シャリ!!』の続編としてスタートしていた。鱒之介が病に倒れ、高校3年生の旬が店を継ぐことを決意し、様々な難問にぶつかりながらほぼ独学で寿司のことを覚えて行く過程が描かれている。単行本は全1巻。Gコミックス（日本文芸社のコンビニコミック）『江戸前の旬 スペシャル』では、本作品も『江戸前の旬』の1エピソードとして扱われている。
1巻だけ出た単行本は再版や電子書籍化がされずに長年入手困難な状況にあったが、2020年より単行本2巻分を一冊にまとめた新装版として刊行が開始された『江戸前の旬DELUXE』の1巻に、『江戸前の旬』本編の第1巻とカップリングで収録され、電子書籍化もされている。

### 寿司魂
『寿司魂』（すしこん）は、『江戸前の旬』の特別編。『別冊漫画ゴラク』にて連載された。旬の父・鱒之介の若き日の修業時代を描く。本作の連載が始まるまで、本編の回想シーンに登場する若き日の鱒之介は写実的な厳つい容姿で描かれていたが、本作ではハンサムな顔立ちに描かれ、これ以降本編の回想シーンにおける鱒之介も「寿司魂」準拠で描かれるようになった。当初は、1964年東京オリンピック開催前後の昭和39年を舞台とし、後に父・鮃蔵との死別や、「すし清」での修業、後の妻となる君江との出会いなどが描かれる昭和41年以降が舞台となった。また『江戸前の旬』本編の登場人物のうち、ヒラマサや頭たちの若かりしころも描かれている。連載が進むにつれて、『別冊漫画ゴラク』と『週刊漫画ゴラク』の最新号がほぼ間を置かず発売された場合、『江戸前の旬』本編と『寿司魂』の最新エピソードがリンクすることがあった。一方で、『寿司魂』は後付けのため、鱒之介の容姿を初め、初期の『江戸前の旬』本編の描写といくつかの齟齬も見られる。『別冊漫画ゴラク』が2015年2月号をもって休刊になったため、最終回は駆け足で時間が流れ、旬の誕生から君江の死まで一気に描かれ、『銀シャリ!!』『江戸前の旬』本編への繋がりも明記されて終了した。

#### 『寿司魂』の登場人物
ここでは、『寿司魂』にのみ登場する人物を紹介する。その他の人物は『江戸前の旬』本編の登場人物を参照。
柳葉 節子（やなぎば せつこ）
【柳寿司】初代女将。鮃蔵の妻、鱒之介の母、君江の義母、旬らの祖母。最初の「柳寿司」の場所は有楽町にあった彼女の実家を改装したカウンターだけの店だったが、昭和38年、新幹線の高架工事のため移転を余儀なくされる。その際売却した土地の金で現在の銀座2丁目に現在の「柳寿司」を建てた。寿司屋の女将としての誇りを持っている。息子・鱒之介の職人としての成長を暖かく見守っており、結婚後の、「嫁」君江との関係も良好だった。最終回の旬の誕生までは生きており、その後君江の死までの10年の間に亡くなった模様。
鳴瀬（なるせ）
築地署勤務の「蝮」の異名をとる刑事。昔、学生時代に、自主映画を撮影していたことがある。
小雪（こゆき）
「芸は売っても身は売らない」が信条の新橋一の小粋な芸妓。本名は川野由紀子。実家が貧乏だったため、幼少のころに新橋の芸者小屋に引き取られた。鱒之介にとって初めての「女」になり、その後熱海の大親分に身請された。鱒之介が宗像と君江を巡ってトラブルになり、様々な嫌がらせを受けていることを知り、陰で大親分の力を借りて宗像に矛を収めさせた（力を貸す代わりに鱒之介とは将来的にも一切会わないよう約束してのことだったため、鱒之介は彼女の尽力を知らない）。
後に『江戸前の旬』本編に年老いた姿で登場し、熱海の大親分が90歳を超える大往生を遂げたことでようやく自由の身になり、鱒之介のいる「柳寿司」を訪ねることができた。記憶力の低下など、僅かではあるが認知症の兆候が出てきていたが、鱒之介と、お互い再会を喜び合う。
拓（たく）
鉄骨鳶一番組の鳶。お調子者だが、鳶職人としての誇りはある模様。気が荒く、頭（本作では若頭）とも何かといえば喧嘩腰になるが、職人として大きな信頼を置いている。誰にも真意を明かさずに一番組を辞め、東京を去って行った。
宗像（むなかた）
君江の最初の婚約者。財閥の御曹司。君江の前では好青年を演じていたが、実際は「虎の威を借る狐」で、DVをしていた。君江に鱒之介との婚約を諦めさせるために「柳寿司」に火を点けさせたり（ヒラマサと良太郎が消火）した。しかし、熱海の大親分に身を退くように脅され諦めた。
熱海の大親分（あたみのおおおやぶん）
宗像の父親の渡世の兄貴の叔父貴。身請けした小雪に頼まれて宗像の鱒之介と君江への嫌がらせを阻止した。後年『江戸前の旬』本編で小雪が登場した際、90歳を超える長寿で大往生したことが語られた。その際、鱒之介を助けた恩があったとはいえ、その後の鱒之介への接触禁止などの制約を強制し続けていたこともあり、小雪には恨みに近い感情を抱かれている。
良太郎（りょうたろう）
銀座の大地主の息子で大学生。留年している模様。「柳寿司」の常連客だが、幼馴染である鱒之介には店内でも「与太」と呼び捨てにされ、面と向かって「金持ちのバカ息子」呼ばわりまでされるほど気安い関係。『江戸前の旬』本編にも初老となった姿で夜逃げ（詳細は良二郎の項目を参照）先の大分から上京し、鱒之介と再会を果たす。
北見 三四郎（きたみ さんしろう）
北海道の松前から歌手を目指して上京してきた。中々歌手になるきっかけが掴めず「流し」が精一杯で一時は浮浪者同然に身を落としていたが、「柳寿司」の常連客であり呉服商の佐伯にその才能を見出され、様々なサポートを受けて遂にデビュー、紅白歌合戦出場も決めた。恩人の佐伯は三四郎に入れあげている間に妻に浮気されて逃げられ店も失うが、彼は佐伯を発奮させるためわざと冷たくあしらい、佐伯もその真意を理解しており再び事業を始めてすぐに軌道に乗せることに成功した。鱒之介と君江の結婚の祝いの席で祝いの歌を披露した。キャラクターは北島三郎がモチーフだが、『江戸前の旬』本編の初期には同じ北島三郎モチーフで別人が「演歌界の大御所」として登場しており、こちらは「嘉志寿司」の常連である模様。

### 築地の金魚
『築地の金魚』（つきじのきんぎょ）は、『江戸前の旬』の特別編。『週刊漫画ゴラク』増刊・『漫画ゴラク カーニバル!!』に掲載された。旬と藍子が初めて出会ったエピソード（『江戸前の旬』本編単行本第37巻「マトウダイ」）を藍子視点で描いた作品。1話完結で、単行本には『江戸前の旬』本編第47巻に収録。

### 北の寿司姫
『北の寿司姫』（きたのすしひめ）は、『江戸前の旬』の外伝作品。『食漫』にて連載された。結城達也の任されている「鮨 結城 すすきの分店」が舞台。本作品では、「大将」である達也もまた、一職人として修業中の身である点が強調され、研究や精進を続ける姿が描かれる（全くの素人である主人公さくらに対してさえ競争心を持つことがある）。『食漫』が2010年12月号をもって休刊になったため、同作品も以降は新作が発表されていない。単行本第3巻のラストには「第一部完」とある。
さくら達「鮨 結城 すすきの分店」メンバーの一部は、2013年2月に掲載された『江戸前の旬』連載700回記念のストーリー（『江戸前の旬』本編単行本第68巻に収録）や『ウオバカ!!!』に登場している。

#### 『北の寿司姫』の登場人物
結城達也、菊川英二については、『江戸前の旬』本編の登場人物を参照。
姫野 さくら（ひめの さくら）
北海道最南端の城下町・松前町出身の女流寿司職人。父親が営む【寿司ひめの】で寿司職人を目指していたが、父親の逝去に伴い結城達也が営む【鮨 結城 すすきの分店】で職人修業を始める。女流寿司職人であるがゆえの困難や経験の浅さゆえに至らない点もあるが、寿司が大好きで努力が全く苦にならない性格と大胆かつ独創性のある発想力で乗り越えていく。一度「鮨 結城 すすきの分店」を辞め、松前の料理店で修業をやり直し、菊川英二の下での修業を経て「鮨 結城 すすきの分店」に戻った。修業後は掌の温度を自由に変えたり（寿司職人としては低温の方が寿司ダネを傷めないので望ましい）、目隠しをして寿司を握るなどの特技を身に付けるに至り、その腕前は女性ゆえの物珍しさなどを抜きにしても相当な水準になっている。
前述のように、『江戸前の旬』本編にも登場。達也の許可と、その達也自身の旬への頼みもあり、一時的に念願の「柳寿司」での修業も実現する。その時点でのさくらの腕前について達也は、旬との二人きりでの会話で「今はこうやって師匠ヅラしているが、自分もいつ追い抜かれるか分からない」と評し、旬も英二以上にさくらを良い意味で「怖い」と感じている。
『江戸前の旬』本編単行本第116巻では【寿司ひめの】を正式に継いで二代目主人となっている。
吉田 桃子（よしだ ももこ）
【鮨 結城 すすきの分店】の従業員（接客係）。さくらの入店以来、何かと力になっている。さくらをアパートの自分の部屋に同居させている。
さくらが【寿司ひめの】を継いで独立した後、【寿司ひめの】で働いている。
田丸（たまる）
【鮨 結城 すすきの分店】のNo.2板前。
薫（かおる）
元暴走族のリーダー。7年かけて、ようやく【鮨 結城 すすきの分店】のツケ場に立つことが出来た板前。そのため、入店まもなく頭角を現し始めたさくらに脅威を感じ、何かと因縁を付けてくる。しかし、姑息なやり方は男らしくない、と真正面から正攻法で堂々と勝負を挑むことにしている。一時はさくらと和解し協力してことに当たったこともあったが、さくらの成長に精神をかき乱され、見た目とは裏腹に女には絶対に手を上げない信念を持ちながら、このままではさくらを殺してしまいかねない精神状況にまで追い詰められ、それを自ら防ぐために一時は退職願いを出して店を飛び出した。この一件でさくらは相手の気持ちを考えずに突っ走り、結果そこまで薫を追い詰めた自分を恥じ、自分が店を辞めるから戻って欲しいと薫に謝罪した。
立川（たちかわ）
【鮨 結城 すすきの分店】に五年前に入店した板前。田丸が実家の寿司屋を継ぐため「鮨 結城 すすきの分店」を退店することに伴い後継者としてさくらと海胆の寿司勝負をした。基本的に争いごとを好まない、温和な性格。大吾の一番弟子に同名の人物がいるが、別の人物。

### 江戸前の旬 〜旬と大吾〜
『江戸前の旬 〜旬と大吾〜』（えどまえのしゅん しゅんとだいご）は、『別冊漫画ゴラク』休刊後に新たに創刊された『漫画ゴラクスペシャル』にて、2015年4月号から2016年8月号まで連載された。単行本は全3巻。『江戸前の旬』本編では既に日本を代表する寿司職人に上り詰め、お互いを認め合うライバルにして親友となった旬と大吾の、まだ未熟だったころの修業と、互いへの確執や勝負が描かれる。旬は『江戸前の旬』本編初期より若干幼く描かれ、旬と大吾が高校の同級生であるなど、こちらもまた『江戸前の旬』本編とは齟齬が見られる。『江戸前の旬』本編で、「過去の回想シーン」として『江戸前の旬 〜旬と大吾〜』のコマが使われたことがある。

### 虹のひとさら
『虹のひとさら』（にじのひとさら）は、『江戸前の旬』の外伝作品。『漫画ゴラクスペシャル』にて、2016年10月号から2017年10月号まで連載。単行本は全2巻。回転寿司店の再生を描いた作品。話数の単位は「皿」（第1話は「第1皿」、第2話は「第2皿」。ただし最終話のみ「最終話」）。一部のエピソードは『江戸前の旬』本編とリンクしている。また、沙羅をはじめとした一部の登場人物は、『江戸前の旬』本編にも登場している。

#### 『虹のひとさら』の登場人物
篠崎 沙羅（しのざき さら）
『虹のひとさら』の主人公。短大卒業後に新宿の料理専門学校で鱒之介に寿司を教わったのち【株式会社 魚一コーポレーション】に就職。回転寿司の商品開発部に配属され、奇抜な寿司ばかり開発して周りを困惑させていたが、ある日赤字が続いている「魚一グループ」の回転寿司店・銀座【江戸一】の責任者に任命（事実上の左遷）される。責任者として赴くも店長の藤岡との勝負に負けたため一職人として働くことになり、「お客さんが虹を見た時のようなときめきや幸福感を味わえる『虹のひとさら』」を追求することになる。
『虹のひとさら』終了後、「江戸一」の閉店が決まったことにより、引き続き回転寿司にこだわるか、藤岡の下で江戸前寿司職人になるか、二つの選択肢が現れたが、常連客の後押しで藤岡についていくことを決め、江戸前寿司職人の道に進んだ。現在は藤岡の【鮨 一】の職人として、和彦をはじめとする同世代の寿司職人と切磋琢磨している。「TOKYO SUSHI-1 GP 〜next generations〜」にも出場し、多くの名店の職人が予選落ちする中でケビン、和彦と共に二次予選を突破する活躍を見せた。
藤岡 健一郎
【江戸一】店長。元々銀座の一流店の親方だったが、とある事情により店を潰すことになり、行き場を失っていたところ、「魚一グループ」の会長に手を差し伸べられた。「江戸一」の店長を続けているのは会長への恩返しのためである。回転寿司店の店長になっても江戸前寿司職人のプライドは持ち続けている。沙羅との勝負に勝って以降は、彼女を「下僕」と呼びつつ一人前の寿司職人にするべく育てている。
『虹のひとさら』終了後、親会社の経営難により築地市場から豊洲市場へ移転する日を最後に「江戸一」が閉店することになり、退職金をつぎ込んで新橋に【鮨 一】を新たに開店、独立した。
海野 太
【江戸一】職人。「全国回転寿司職人技術コンテスト」の出場権を賭けて沙羅とネタの切りつけ勝負で対決した。「江戸一」の閉店後は藤岡についていき、【鮨 一】の職人となった。
浜岡
【株式会社 魚一コーポレーション】社長。「魚一グループ」の会長の息子。下の名前は不明。自身が「無能」と評する沙羅を「江戸一」に送り込んだ張本人。会社の金をギャンブルや女遊びに使い込み、闇金融に多額の借金をしている。借金の埋め合わせで「江戸一」がある土地を担保にしていたため、売り上げを落として「江戸一」を潰すことを企んでいる。
大崎 数馬
銀座【きわみ鮨】職人。安藤の後輩。関西弁を話す。一手で握っては見た目の悪い寿司を平気でレーンに流し、問題ばかり起こしていた。沙羅とは「全国回転寿司職人技術コンテスト」の出場権を賭けて早握り勝負で対決した。
『江戸前の旬』本編にも登場し、和彦をはじめとする同世代の寿司職人と切磋琢磨している。
早見 純
神奈川の【花観鮨】職人。浜岡が「全国回転寿司職人技術コンテスト」に送り込んだ刺客。

### ウオバカ!!!
『ウオバカ!!!』は、『江戸前の旬』の外伝作品。『漫画ゴラクスペシャル』にて、2019年5月号から2020年8月号まで連載。単行本は全2巻。話数の単位は「魚」（第1話は「第1魚」、第2話は「第2魚」…最終話は「最終魚」）。魚が作品の主軸となっており、寿司以外の魚料理も扱っている。蒼をはじめとした田ノ上一家は、『江戸前の旬』本編にも登場している。

#### 『ウオバカ!!!』の登場人物
田ノ上 蒼
『ウオバカ!!!』の主人公で、豊洲市場の仲卸【田ノ上水産】の二代目。父親譲りの魚好きで、食としての魚の可能性を追求しており、魚を手に入れるために全国各地の漁に参加している。作中で旬と知り合って以降は「柳寿司」にも出入りしている。
田ノ上
蒼の父で、【田ノ上水産】の初代。下の名前は不明。水産庁の官僚だったが、魚好きが高じて水産の仲卸に転身。漁に出るために度々店を空ける蒼に辟易している。
田ノ上 美穂
蒼の母。夫より大きな体格をしている。夫婦仲はきわめて良好で、作中で仲睦まじい様子が描かれている。

## 書誌情報
- 九十九森（原作）・さとう輝（作画） 『銀シャリ!! ―銀座・柳寿司三代目奮闘記』 日本文芸社〈ニチブンコミックス〉、全1巻
  1. 1999年2月発売、ISBN 4-537-09829-5
- 九十九森（原作）・さとう輝（作画） 『江戸前の旬』 日本文芸社〈ニチブンコミックス〉、既刊129巻（2025年7月9日現在）
  1. 2000年2月9日発売[53]、ISBN 4-537-09897-X
  2. 2000年5月10日発売[54]、ISBN 4-537-09916-X
  3. 2000年8月19日発売[55]、ISBN 4-537-09937-2
  4. 2000年11月18日発売[56]、ISBN 4-537-09956-9
  5. 2001年2月8日発売、ISBN 4-537-09976-3
  6. 2001年4月19日発売[57]、ISBN 4-537-09992-5
  7. 2001年6月18日発売[58]、ISBN 4-537-10005-2
  8. 2001年8月18日発売[59]、ISBN 4-537-10020-6
  9. 2001年10月19日発売[60]、ISBN 4-537-10034-6
  10. 2001年12月19日発売[61]、ISBN 4-537-10051-6
  11. 2002年2月8日発売[62]、ISBN 4-537-10061-3
  12. 2002年4月9日発売[63]、ISBN 4-537-10077-X
  13. 2002年6月7日発売[64]、ISBN 4-537-10093-1
  14. 2002年8月9日発売[65]、ISBN 4-537-10109-1
  15. 2002年10月9日発売[66]、ISBN 4-537-10127-X
  16. 2002年12月9日発売[67]、ISBN 4-537-10145-8
  17. 2003年2月19日発売[68]、ISBN 4-537-10171-7
  18. 2003年5月19日発売[69]、ISBN 4-537-10198-9
  19. 2003年7月18日発売[70]、ISBN 4-537-10213-6
  20. 2003年9月19日発売[71]、ISBN 4-537-10229-2
  21. 2003年11月7日発売[72]、ISBN 4-537-10244-6
  22. 2004年2月9日発売[73]、ISBN 4-537-10272-1
  23. 2004年4月9日発売[74]、ISBN 4-537-10289-6
  24. 2004年6月18日発売[75]、ISBN 4-537-10307-8
  25. 2004年9月9日発売[76]、ISBN 4-537-10332-9
  26. 2004年11月9日発売[77]、ISBN 4-537-10351-5
  27. 2005年2月9日発売[78]、ISBN 4-537-10377-9
  28. 2005年5月11日発売[79]、ISBN 4-537-10403-1
  29. 2005年8月19日発売[80]、ISBN 4-537-10430-9
  30. 2005年10月19日発売[81]、ISBN 4-537-10446-5
  31. 2005年12月19日発売[82]、ISBN 4-537-10464-3
  32. 2006年3月9日発売[83]、ISBN 4-537-10486-4
  33. 2006年6月8日発売[84]、ISBN 4-537-10502-X
  34. 2006年9月8日発売[85]、ISBN 4-537-10531-3
  35. 2006年11月9日発売[86]、ISBN 4-537-10547-X
  36. 2007年1月19日発売[87]、ISBN 978-4-53710596-4
  37. 2007年4月19日発売[88]、ISBN 978-4-537-10636-7
  38. 2007年7月9日発売[89]、ISBN 978-4-537-10686-2
  39. 2007年11月9日発売[90]、ISBN 978-4-537-10743-2
  40. 2008年2月8日発売[91]、ISBN 978-4-537-10788-3
  41. 2008年4月18日発売[92]、ISBN 978-4-537-10813-2
  42. 2008年6月19日発売[93]、ISBN 978-4-537-10843-9
  43. 2008年8月8日発売、ISBN 978-4-537-10859-0
  44. 2008年10月20日発売[94]、ISBN 978-4-537-10884-2
  45. 2009年1月9日発売[95]、ISBN 978-4-537-10921-4
  46. 2009年3月9日発売[96]、ISBN 978-4-537-10940-5
  47. 2009年5月20日発売[97]、ISBN 978-4-537-10961-0
  48. 2009年8月19日発売[98]、ISBN 978-4-537-10995-5
  49. 2009年11月18日発売[99]、ISBN 978-4-537-12524-5
  50. 2010年1月9日発売[100]、ISBN 978-4-537-12556-6
  51. 2010年3月10日発売[101]、ISBN 978-4-537-12569-6
  52. 2010年5月10日発売[102]、ISBN 978-4-537-12596-2
  53. 2010年8月9日発売[103]、ISBN 978-4-537-12626-6
  54. 2010年11月8日発売[104]、ISBN 978-4-537-12666-2
  55. 2011年2月9日発売[105]、ISBN 978-4-537-12714-0
  56. 2011年4月8日発売[106]、ISBN 978-4-537-12731-7
  57. 2011年6月8日発売[107]、ISBN 978-4-537-12750-8
  58. 2011年9月8日発売[108]、ISBN 978-4-537-12781-2
  59. 2011年11月9日発売[109]、ISBN 978-4-537-12804-8
  60. 2012年2月8日発売[110]、ISBN 978-4-537-12858-1
  61. 2012年4月7日発売[111]、ISBN 978-4-537-12874-1
  62. 2012年6月8日発売[112]、ISBN 978-4-537-12895-6
  63. 2012年8月9日発売[113]、ISBN 978-4-537-12919-9
  64. 2012年10月9日発売[114]、ISBN 978-4-537-12940-3
  65. 2012年12月7日発売[115]、ISBN 978-4-537-12972-4
  66. 2013年3月9日発売[116]、ISBN 978-4-537-13006-5
  67. 2013年5月9日発売[117]、ISBN 978-4-537-13030-0
  68. 2013年7月9日発売[118]、ISBN 978-4-537-13056-0
  69. 2013年9月9日発売[119]、ISBN 978-4-537-13071-3
  70. 2013年11月9日発売[120]、ISBN 978-4-537-13093-5
  71. 2014年1月9日発売[121]、ISBN 978-4-537-13121-5
  72. 2014年3月8日発売[122]、ISBN 978-4-537-13142-0
  73. 2014年5月9日発売[123]、ISBN 978-4-537-13161-1
  74. 2014年9月9日発売[124]、ISBN 978-4-537-13196-3
  75. 2014年11月8日発売[125]、ISBN 978-4-537-13216-8
  76. 2015年2月9日発売[126]、ISBN 978-4-537-13259-5
  77. 2015年4月18日発売[127]、ISBN 978-4-537-13161-1
  78. 2015年6月19日発売[128]、ISBN 978-4-537-13302-8
  79. 2015年8月8日発売[129]、ISBN 978-4-537-13324-0
  80. 2015年10月9日発売[130]、ISBN 978-4-537-13349-3
  81. 2015年12月9日発売[131]、ISBN 978-4-537-13375-2
  82. 2016年4月9日発売[132]、ISBN 978-4-537-13427-8
  83. 2016年6月9日発売[133]、ISBN 978-4-537-13452-0
  84. 2016年8月19日発売[134]、ISBN 978-4-537-13472-8
  85. 2016年10月8日発売[135]、ISBN 978-4-537-13491-9
  86. 2016年12月10日発売[136]、ISBN 978-4-537-13518-3
  87. 2017年3月9日発売[137]、ISBN 978-4-537-13556-5
  88. 2017年5月10日発売[138]、ISBN 978-4-537-13580-0
  89. 2017年7月18日発売[139]、ISBN 978-4-537-13605-0
  90. 2017年10月19日発売[140]、ISBN 978-4-537-13640-1
  91. 2017年12月18日発売、ISBN 978-4-537-13669-2
  92. 2018年2月28日発売[141]、ISBN 978-4-537-13698-2
  93. 2018年6月9日発売[142]、ISBN 978-4-537-13756-9
  94. 2018年8月9日発売[143]、ISBN 978-4-537-13790-3
  95. 2018年10月9日発売[144]、ISBN 978-4-537-13820-7
  96. 2018年12月7日発売[145]、ISBN 978-4-537-13854-2
  97. 2019年2月18日発売[146]、ISBN 978-4-537-13880-1
  98. 2019年6月19日発売[147]、ISBN 978-4-537-13936-5
  99. 2019年8月19日発売[148]、ISBN 978-4-537-13960-0
  100. 2019年10月18日発売[149]、ISBN 978-4-537-13991-4
  101. 2020年1月9日発売[150]、ISBN 978-4-537-14187-0
  102. 2020年3月28日発売[151]、ISBN 978-4-537-14220-4
  103. 2020年6月30日発売[152]、ISBN 978-4-537-14258-7
  104. 2020年8月28日発売[153]、ISBN 978-4-537-14272-3
  105. 2020年10月29日発売[154]、ISBN 978-4-537-14297-6
  106. 2020年12月26日発売[155]、ISBN 978-4-537-14323-2
  107. 2021年3月9日発売[156]、ISBN 978-4-537-14348-5
  108. 2021年6月9日発売[157]、ISBN 978-4-537-14378-2
  109. 2021年8月27日発売[158]、ISBN 978-4-537-14403-1
  110. 2021年10月29日発売[159]、ISBN 978-4-537-14422-2
  111. 2021年12月27日発売[160]、ISBN 978-4-537-14445-1
  112. 2022年3月28日発売[161]、ISBN 978-4-537-14487-1
  113. 2022年5月27日発売[162]、ISBN 978-4-537-14507-6
  114. 2022年8月29日発売[163]、ISBN 978-4-537-14538-0
  115. 2022年10月28日発売[164]、ISBN 978-4-537-14561-8
  116. 2022年12月27日発売[165]、ISBN 978-4-537-14585-4
  117. 2023年3月17日発売[166]、ISBN 978-4-537-14620-2
  118. 2023年5月18日発売[167]、ISBN 978-4-537-14641-7
  119. 2023年7月28日発売[168]、ISBN 978-4-537-14674-5
  120. 2023年10月10日発売[169]、ISBN 978-4-537-14709-4
  121. 2023年12月27日発売[170]、ISBN 978-4-537-14747-6
  122. 2024年3月18日発売[171]、ISBN 978-4-537-14788-9
  123. 2024年5月17日発売[172]、ISBN 978-4-537-14821-3
  124. 2024年7月18日発売[173]、ISBN 978-4-537-14853-4
  125. 2024年10月19日発売[174]、ISBN 978-4-537-14906-7
  126. 2024年12月18日発売[175]、ISBN 978-4-537-14937-1
  127. 2025年3月7日発売[176]、ISBN 978-4-537-14977-7
  128. 2025年5月9日発売[177]、ISBN 978-4-537-17232-4
  129. 2025年7月9日発売[178]、ISBN 978-4-537-17261-4
- 九十九森（原作）・さとう輝（作画） 『江戸前の旬DELUXE』 日本文芸社〈ニチブンコミックス〉、既刊3巻（2020年3月28日現在）、単行本2巻分を1冊にまとめた新装版（1巻は『銀シャリ!!』とのカップリング[179]）
  1. 2020年1月29日発売[180]、ISBN 978-4-537-14192-4
  2. 2020年2月28日発売[181]、ISBN 978-4-537-14209-9
  3. 2020年3月28日発売[182]、ISBN 978-4-537-14224-2
- ほか、Gコミックス『江戸前の旬 スペシャル』、『江戸前の旬 ワイドSP』、『江戸前の旬 特上セレクション』が多数発売されている。
- 九十九森（原作）・さとう輝（作画） 『寿司魂』 日本文芸社〈ニチブンコミックス〉、全14巻
  1. 2007年10月19日発売[183]、ISBN 978-4-537-10731-9
  2. 2008年4月18日発売[184]、ISBN 978-4-537-10812-5
  3. 2008年9月19日発売[185]、ISBN 978-4-537-10877-4
  4. 2008年12月27日発売[186]、ISBN 978-4-537-10905-4
  5. 2009年7月18日発売[187]、ISBN 978-4-537-10965-8
  6. 2010年4月28日発売[188]、ISBN 978-4-537-12591-7
  7. 2010年12月18日発売[189]、ISBN 978-4-537-12688-4
  8. 2011年11月9日発売[190]、ISBN 978-4-537-12805-5
  9. 2012年7月9日発売[191]、ISBN 978-4-537-12908-3
  10. 2012年12月7日発売[192]、ISBN 978-4-537-12970-0
  11. 2013年6月7日発売[193]、ISBN 978-4-537-13043-0
  12. 2013年12月19日発売[194]、ISBN 978-4-537-13112-3
  13. 2014年6月9日発売[195]、ISBN 978-4-537-13173-4
  14. 2015年2月28日発売[196]、ISBN 978-4-537-13241-0
- 九十九森（原作）・さとう輝（作画） 『北の寿司姫』 日本文芸社〈ニチブンコミックス〉、全3巻
  1. 2009年12月28日発売[197]、ISBN 978-4-537-12547-4
  2. 2010年9月18日発売[198]、ISBN 978-4-537-12641-9
  3. 2010年12月27日発売[199]、ISBN 978-4-537-12697-6
- 九十九森（原作）・さとう輝（作画） 『江戸前の旬 〜旬と大吾〜』 日本文芸社〈ニチブンコミックス〉、全3巻
  1. 2015年10月9日発売[200]、ISBN 978-4-537-13350-9
  2. 2016年4月28日発売[201]、ISBN 978-4-537-13434-6
  3. 2016年9月17日発売[202]、ISBN 978-4-537-13484-1
- 九十九森（原作）・さとう輝（作画） 『虹のひとさら』 日本文芸社〈ニチブンコミックス〉、全2巻
  1. 2017年5月29日発売[203]、ISBN 978-4-537-13586-2
  2. 2017年11月20日発売[204]、ISBN 978-4-537-13656-2
- 九十九森（原作）・さとう輝（作画） 『ウオバカ!!!』 日本文芸社〈ニチブンコミックス〉、全2巻
  1. 2020年1月9日発売[205]、ISBN 978-4-537-14197-9
  2. 2020年8月28日発売[206]、ISBN 978-4-537-14273-0

## テレビドラマ
2018年10月14日（13日深夜）から12月30日（29日深夜）までよりテレビ大阪、BSテレ東「真夜中ドラマ」枠にて放送された。本作品を収録したDVD版もある。
2019年10月20日（19日深夜）から2020年1月5日（4日深夜）まで第2弾『江戸前の旬season2』がテレビ大阪、BSテレ東「真夜中ドラマ」枠にて放送された。
キャッチコピーは「へいお待ち、心づくしの一二貫。」（season1）「旬! 超えて行け 今の自分を」（season2）。

### キャスト

#### レギュラー
- 柳葉旬 - 須賀健太
- 柳葉鱒之助 - 渡辺裕之
- 柳葉真子 - 佐藤玲
- 柳葉鱚一郎 - 田中幸太朗
- 平政 - 赤塚真人

#### season1（レギュラー）
- 三崎翔子 - 田辺桃子

#### season2（レギュラー）
- 柳葉鮭児 - 渡部豪太[209]

### ゲスト

#### season1（2018年）
第1貫「江戸前の華 マグロのヅケ」
- 山本鈴音（銀座のクラブ『花の雨』ホステス） - 内田慈（第3 - 4貫、第7 - 9貫、第11 - 最終貫、season2 第1貫、第5貫、第8貫）
- 菅野彰ー（鈴音の新しいマネージャー） - ジェントル（season2 第2貫、第8貫）
- 吉沢大吾（「嘉志寿司」四代目） - 森谷勇太（第2 - 3貫、第6 - 8貫、season2 第6貫）
- 小杉 - 植田靖比呂（第2 - 3貫、第6 - 8貫、season2 第6貫）
- 新井（AZUMA製作所勤務） - 藤本タケ（第5貫 - 第7貫、第10貫、最終貫、season2 第1貫、第3貫）
- 水越甚太（仲卸「越虎」） - 高杉亘（第7 - 9貫、最終貫）
- 寛治（仲卸「善金」） - 湯江タケユキ（第3貫、第5貫、第9貫、season2 第1貫、第7貫、第9 - 10貫）
- 湊家勝翁（落語家） - 三遊亭小遊三（最終貫、season2 第7貫）

第2貫「伝統の味 アナゴ」
- 照井康介（アナゴを探す男） - 大浦龍宇一
- 嘉志寿司 職人頭 - 中村考志（第6貫）
- 鮨処 わさび - 宇田川城
- 福寿司大将 - 松田章
- 福寿司女将 - 亜湖
- 少年の旬 - 市川愛大（第3貫、第6貫、第9貫、最終貫、season2 第3貫）

第3貫「職人の心意気 シンコ」
- 日高孝之（『銀座第2中学』元教育実習生） - 落合モトキ
- 麻生夏海（中学の同級生） - 工藤美桜
- 柳葉君江（旬の母） - 林田麻里（第5 - 6貫、第10 - 11貫、season2 第3 - 4貫、第11 - 最終貫、season2 第3 - 4貫、第11 - 最終貫）
- 藤崎美佳（仲居） - 小槙まこ（第8貫）
- 山口 - 湯澤風仁
- 木下 - 泉川朱里
- サラリーマンA - 藤田信
- サラリーマンB - 梅津翔
- 青年の旬 - 小田陽翔
- 少女の夏海 - 松澤可苑

第4貫「接待の心 アワビとウニ」
- 金子連（AZUMA製作所勤務） - 高山猛久（第5 - 10貫、最終貫、season2 第1貫、第4貫、第10貫）
- 金子の妻 - 伊東知香（最終貫）
- 金子の母 - 高橋かすみ
- 介護士 - 太一
- 伊藤（ディスカウントショップ商品開発部長） - 小宮孝泰
- 神埼（神埼帽子店店主） - 諏訪太朗

第5貫「心の架け橋 アジとイカ」
- 里見史代（主人の命日に訪れる客） - 朝加真由美
- 里見 - 冨家規政
- 松井先生（鱒之助の主治医） - 綾田俊樹
- 子供の旬 - 大石あきなり
- 子供の真子 - 笹木りま
- 子供の鮭児 - 吉田怜音
- 子供の鱚一郎 - 楢原蓮琉
- 岩田（仲卸「善金」） - 大久保鷹（第9貫）

第6貫「至高の大トロとギョク」
- 伊達隼人（俳優） - 武田航平
- 少女の真子 - 曽和瑠布子（第9貫）
- 演出家 - 松澤仁晶
- マネージャー - 二宮聡
- 伊達隼人（吹替） - 山下駿
- 池内正二郎（食通の作家） - 大石吾朗（第7 - 8貫、第11貫、season2 第6 - 7貫、第9貫）

第7貫「父が泣いた キハダのヅケ」
- 磯村慎治（「神田勘兵衛」職人） - 前田公輝（第8貫）
- 磯村泰史（大学教授） - 並樹史朗
- 西島（日文書房 編集長） - 石井正則（第8貫、第11 - 最終貫、season2 第4貫、第6貫、第11 - 最終貫）
- 青年 - 木口健太
- 水越昌代（甚太の妻） - 山村美智（第8貫、最終貫）

第8貫「激闘! 寿司対決」
- 招待客 - 入江裕之、竹村札洋、立川稔人、水口翔平
- 寿司折の客 - 大蔵俊介
- 司会者 - 谷手人
- 審査員女優 - 長谷直美
- 審査員画家 - さとう輝

第9貫「人生の引き際 スズキの旬」
- 青年の鮭児 - 山内尋太郎
- 部長 - 森了蔵
- 客 - 金子功
- 勇（築地『善金』社員） - 神戸悠一
- 宝寿司 職人 - 梅垣又
- 寿司長 客 - 長谷川保
- 寶寿司主人 - 久保酎吉

第10貫「太巻き親子巻き」
- 遠山の義父 - 大月秀幸
- 遠山の義母 - 宮坂公子
- 幼少期の真希子 - 鴫原凛
- 遠山真希子（遠山の娘） - 志保
- 遠山義明（銀座『柳寿司』の客） - 井田國彦

第11貫「思い出色のスミイカ」
- 金持ち風情の男 - 垣内健吾
- 蛯名愛（『柳寿司』客） - 田中こなつ
- 蛯名由奈 - 加藤みなみ
- 愛の母親 - 小野真弓

最終貫「大晦日の銀シャリ」
- 柳葉佳菜子（鱚一郎の妻） - 入来茉里（第9 - 10貫、season2 第1貫、第4貫）
- 柳葉誠（鱚一郎の息子） - 髙橋來（第9 - 10貫、season2 第1貫、第4貫）
- 寿司長の客 - 赤坂直樹

#### season2（2019年）
第1貫「一生涯寿司修業の道! さらなる高みへ」
- 阿部 - 宮本大誠（第5貫）
- 沢田 - 柳憂怜
- 仲卸A - 福澤重文
- 仲卸B - 黒板七郎
- 坂本一光（仏師・柳寿司の客） - 団時朗（最終貫）
- 新見清次郎（深川の親方） - 寺田農（第2 - 第5貫）

第2貫「親子二代の穴子のツメ」
- 阿光武（鱒乃介の親友） - 福田転球
- 阿光敏子（武の妻） - 青山知可子
- 阿光春樹（武の息子） - 前原滉
- 若かりし日の鱒乃介 - 京田寛治
- 路上で武に暴行する男たち - 上田和光、益田恭平
- 新見の弟子 - 小林大樹

第3貫「伝統寿司と変わり創作寿司」
- 旭塔物産の重役 - 古井榮一
- 有野（AZUMA製作所勤務） - 前田瑞貴（第10貫）
- イオアナ（大道芸人） - 大滝樹
- 鱚一郎の部下 - 春木麻里
- フェスティバルの大道芸人たち - コバヤシユウジ、エディー、Radomír Bosák

第4貫「母さんのバラちらし」
- 酒井哲也（割烹 さかい 店主） - 田中俊介（第5貫、第8貫）
- 「さかい」の女性客 - 平井夏貴、吉居亜希子
- 赤ちゃんの出演協力 - 松田美咲ちゃん、松田秀昭、松田美鈴

第5貫「伝統の江戸前寿司とは」
- 酒井京子（哲也の母） - 根岸季衣

第6貫「寿司対決! 紅葉鯛とボラ」
- 米山 - 安部賢一
- 大吾の幼少期 - りょうた
- 吉沢龍男（大吾の父） - デビット伊東

第7貫「寿司ダネ難題のサメ」
- 田口八千代（料亭大女将） - 山口果林（第8貫）
- 田口咲（八千代の孫） - おのののか（第8貫）
- 40年前の八千代 - 中丸シオン
- 40年前の池内 - 赤木悠真
- 勇 - 小柳心（第9 - 10貫）
- 漁師 - 望月真也

第8貫「極上! 伊勢海老握り」
- 客A - 田嶋真弓
- 花屋の業者 - 小堺健司

第9貫「心で握るキンキの寿司」
- 結城達也 - 阪本一樹（第10貫）
- 新岩正人

第10貫「赤貝は弟子の試練」
- 中年女性 - 西慶子

第11貫「心打つ母の笹寿司」
- 寺町徹
- 紺野英一 - 森次晃嗣（最終貫）
- 紺野清子 - 赤座美代子（最終貫）

第12貫「旬！自分を超えていけ」
- 坂本一光 - 団時朗（最終貫）

### スタッフ

#### season1（スタッフ）
- ナレーション：三遊亭小遊三
- 監督：小沼雄一、久万真路
- 脚本：松井香奈、石川美香穂、小沼雄一
- 主題歌：Halo at 四畳半「悲しみもいつかは」（日本コロムビア/TRIAD）
- 寿司協力：おたる政寿司、寿司長、すし・かつら
  - 寿司監修：中村孝志（おたる政寿司）
  - 寿司監修協力：染谷百彦（服部栄養専門学校）
  - 料理監修：西澤辰男（服部栄養専門学校）
- 音楽：石塚徹、山本隼人
  - 音楽協力：テレビ東京ミュージック
  - 音楽制作：ロード&スカイ、MUSIC FOR MUSIC INC.
- 技術協力・VFX：デジタル映像工房イズマビジョン
- 美術協力：山崎美術
- ポスプロ：キュー・テック
- 監修協力：日本文芸社（高橋達也）
- 統括プロデューサー：橋本かおり（BSテレ東）
- コンテンツプロデューサー：岩花太郎（BSテレ東）、飯野夏生（BSテレ東）
- プロデューサー：小林教子（BSテレ東）、鈴木伸明（キュー・テック）、服巻泰三（ソリッドフィーチャー）
- 制作：BSテレ東、キュー・テック
- 製作著作：「江戸前の旬」製作委員会2018

#### season2（スタッフ）
- 監督：小沼雄一、久万真路
- 脚本：松井香奈、石川美香穂、小沼雄一
- 主題歌：Halo at 四畳半「花飾りのうた」（日本コロムビア/TRIAD）[210]
- 統括プロデューサー：橋本かおり（BSテレ東）
- コンテンツプロデューサー：栁川美波（BSテレ東）
- プロデューサー：鈴木伸明（キュー・テック）、服巻泰三（ソリッドフィーチャー）
- 制作：BSテレ東、キュー・テック
- 製作著作：「江戸前の旬season2」製作委員会2019

### 放送日程

#### season1（放送日程）
| 放送回 | 放送日         | サブタイトル            | ラテ欄                                      | 脚本       | 監督     |
| ------ | -------------- | ----------------------- | ------------------------------------------- | ---------- | -------- |
| 第1貫  | 2018年10月14日 | 江戸前の華 マグロのヅケ | 奮闘! 寿司の極意 ヅケマグロ                 | 松井香奈   | 小沼雄一 |
| 第2貫  | 10月21日       | 伝統の味 アナゴ         | やわらか伝統アナゴ                          | 松井香奈   | 小沼雄一 |
| 第3貫  | 10月28日       | 職人の心意気 シンコ     | 職人の心 初シンゴと海苔巻き                 | 松井香奈   | 久万真路 |
| 第4貫  | 11月04日       | 接待の心 アワビとウニ   | ウニ軍艦超える新作ウニに挑戦                | 石川美香穂 | 久万真路 |
| 第5貫  | 11月11日       | 心の架け橋 アジとイカ   | 愛する夫に捧ぐ新イカと幻の鯵                | 石川美香穂 | 久万真路 |
| 第6貫  | 11月18日       | 至高の大トロとギョク    | 腕まくり至高の寿司 これぞ! 至高の大トロ寿司 | 石川美香穂 | 小沼雄一 |
| 第7貫  | 11月25日       | 父が泣いた キハダのヅケ | 父も泣いた息子の職人晴れ姿                  | 小沼雄一   | 小沼雄一 |
| 第8貫  | 12月02日       | 激闘! 寿司対決          | 激闘! 寿司対決 若手職人の一位は?            | 小沼雄一   | 小沼雄一 |
| 第9貫  | 12月09日       | 人生の引き際 スズキの旬 | 頑固職人の引き際 さようなら! 築地           | 石川美香穂 | 小沼雄一 |
| 第10貫 | 12月16日       | 太巻き親子巻き          | 思い出は父の愛の太巻き…                     | 松井香奈   | 小沼雄一 |
| 第11貫 | 12月23日       | 思い出色のスミイカ      | 涙の別れ スミイカ一族の誓い                 | 松井香奈   | 久万真路 |
| 最終貫 | 12月30日       | 大晦日の銀シャリ        | 心を込めた寿司道                            | 松井香奈   | 小沼雄一 |

#### season2（放送日程）
| 放送回 | 放送日         | サブタイトル                       | ラテ欄                             | 脚本                | 監督     |
| ------ | -------------- | ---------------------------------- | ---------------------------------- | ------------------- | -------- |
| 第1貫  | 2019年10月20日 | 一生涯寿司修業の道! さらなる高みへ | 一生涯寿司職人の道! 豊寿で奮闘     | 松井香奈            | 小沼雄一 |
| 第2貫  | 10月27日       | 親子二代の穴子のツメ               | 絶品 親子二代の穴子のツメ          | 石川美香穂          | 久万真路 |
| 第3貫  | 11月03日       | 伝統寿司と変わり創作寿司           | 世界一ウマくて美しい寿司 創作寿司! | 石川美香穂          | 小沼雄一 |
| 第4貫  | 11月10日       | 母さんのバラちらし                 | 母さんの絶品バラちらし             | 松井香奈            | 久万真路 |
| 第5貫  | 11月24日       | 伝統の江戸前寿司とは               | 粋な寿司! 伝統の握りVS北陸の料亭!  | 松井香奈            | 久万真路 |
| 第6貫  | 12月01日       | 寿司対決! 紅葉鯛とボラ             | 寿司対決! 紅葉鯛とボラ             | 小沼雄一            | 小沼雄一 |
| 第7貫  | 12月08日       | 寿司ダネ難題のサメ                 | 驚きの寿司ダネ難題のサメ握り!?     | 石川美香穂          | 小沼雄一 |
| 第8貫  | 12月15日       | 極上! 伊勢海老握り                 | 豪華 伊勢海老握りとタコ!           | 松井香奈            | 久万真路 |
| 第9貫  | 12月22日       | 心で握るキンキの寿司               | 心で握るキンキとサヨリ!            | 小沼雄一            | 小沼雄一 |
| 第10貫 | 12月29日       | 赤貝は弟子の試練                   | 赤貝 父の激怒は寿司修業!           | 小沼雄一            | 小沼雄一 |
| 第11貫 | 2020年01月05日 | 心打つ母の笹寿司                   | 母の笹寿司がくれた思い出           | 小沼雄一            | 小沼雄一 |
| 最終貫 | 2020年01月05日 | 旬! 自分を超えていけ               | 父を超え寿司を握る!                | 小沼雄一 石川美香穂 | 小沼雄一 |

### ネット局
| BSテレ東 真夜中ドラマ                                                       | BSテレ東 真夜中ドラマ                                                 | BSテレ東 真夜中ドラマ                                       |
| 前番組                                                                      | 番組名                                                                | 次番組                                                      |
| --------------------------------------------------------------------------- | --------------------------------------------------------------------- | ----------------------------------------------------------- |
| グッド・バイ （2018年7月15日 - 9月30日） 【本作品まで真夜中ドラマJ枠】      | 江戸前の旬 （2018年10月14日 - 12月30日） 【本作品から真夜中ドラマ枠】 | 面白南極料理人 （2019年1月13日 - 3月31日）                  |
| まどろみバーメイド 〜屋台バーで最高の一杯を。〜 （2019年7月14日 - 9月29日） | 江戸前の旬 Season2 （2019年10月20日 - 2020年1月5日）                  | ハイポジ 1986年、二度目の青春。 （2020年1月12日 - 3月29日） |
| テレビ大阪 真夜中ドラマ                                                     |                                                                       |                                                             |
| 逃亡花 【最終話】 （2018年10月7日） 【本作品まで真夜中ドラマJ枠】           | 江戸前の旬 （2018年10月14日 - 12月30日） 【本作品から真夜中ドラマ枠】 | 面白南極料理人 （2019年1月13日 - 3月31日）                  |
| まどろみバーメイド 〜屋台バーで最高の一杯を。〜 （2019年7月14日 - 9月29日） | 江戸前の旬 Season2 （2019年10月20日 - 2020年1月5日）                  | ハイポジ 1986年、二度目の青春。 （2020年1月12日 - 3月29日） |